# Tramwaje w Górnośląsko-Zagłębiowskiej Metropolii
Tramwaje w Górnośląsko-Zagłębiowskiej Metropolii – system transportu tramwajowego funkcjonujący na terenie trzynastu gmin Górnośląsko-Zagłębiowskiej Metropolii: Będzina, Bytomia, Chorzowa, Czeladzi, Dąbrowy Górniczej, Gliwic (odcinek od granic miasta do zajezdni tramwajowej w Gliwicach), Katowic, Mysłowic, Rudy Śląskiej, Siemianowic Śląskich, Sosnowca, Świętochłowic oraz Zabrza, a dawniej również w Piekarach Śląskich i Wojkowicach oraz we wsi Wieszowa. Liczy 178,35 km torowisk i obejmuje obszar zamieszkany przez 2 miliony ludzi. Operatorem systemu jest spółka Tramwaje Śląskie działająca na zlecenie Zarządu Transportu Metropolitalnego.

## Historia

### Pierwsze linie tramwajowe

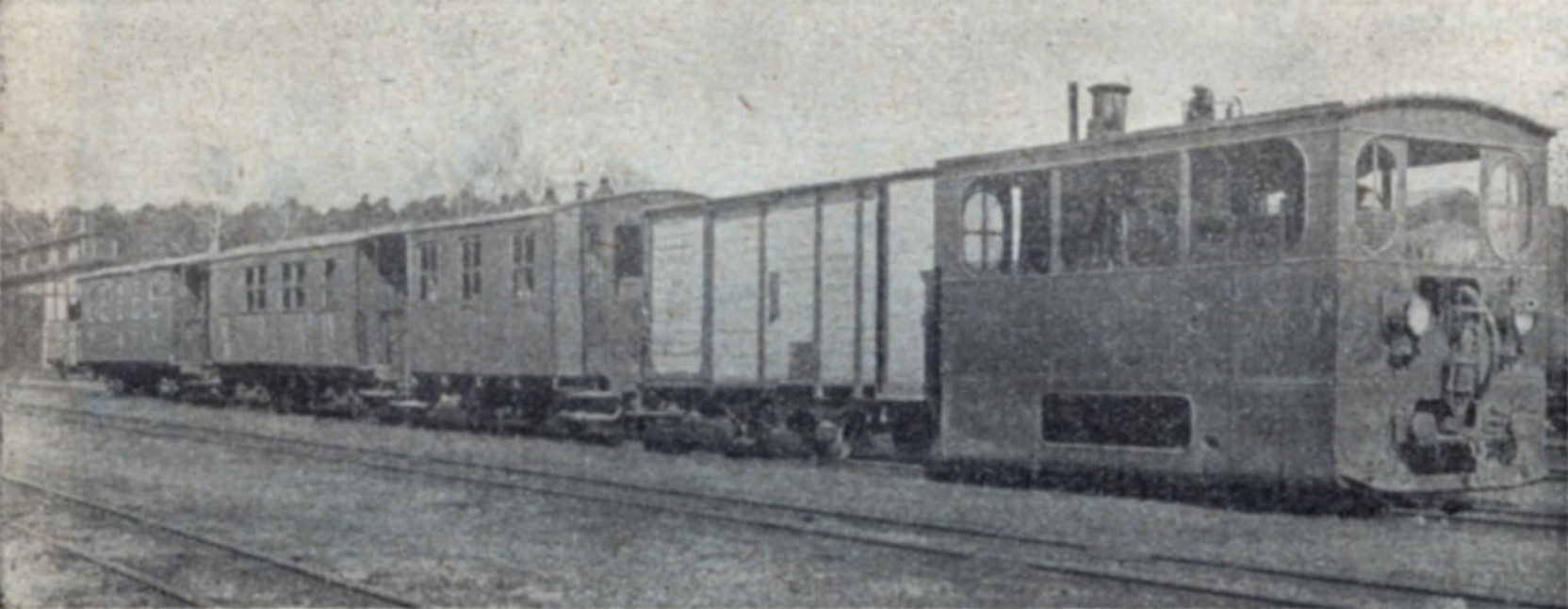
Górnośląski tramwaj parowy z 1894

Zanim powstała pierwsza linia tramwajowa, na terenie Górnego Śląska od połowy XIX wieku funkcjonowała już kolej wąskotorowa użytku publicznego, obsługiwała głównie zakłady przemysłowe, jednakże z biegiem czasu wzrastały potrzeby przewozów osobowych, co wymagało budowy lokalnego systemu transportu pasażerskiego. Już w tym okresie poszczególne władze administracyjne postulowały za uruchomieniem wewnątrz regionu pociągów osobowych.
Pierwsze plany uruchomienia tramwajów na terenie Górnego Śląska pochodzą z 24 kwietnia 1892. W tym dniu podpisano między spółką Kramer & Co. a magistratem Bytomia umowę na budowę linii Gliwice – Zabrze – Chebzie – Królewska Huta – Bytom – Piekary Niemieckie. Pierwotnie miała ona być jednotorowa z mijankami, o rozstawie szyn 1000 mm, a miały poruszać się po niej tramwaje parowe. W późniejszym okresie szerokość tę skorygowano do 785 mm.
Pierwsza linia tramwajów parowych została uruchomiona przez berlińską spółkę Oberschlesische Dampfstraßenbahnen 27 maja 1894 na trasie Piekary Niemieckie – Szarlej – Bytom. Przedsiębiorstwo to nabyło od spółki Kramer & Co. wszystkie prawa wynikające z koncesji i umów na budowę kolejek. Kolejny, nowy odcinek linii (Gliwice – Zabrze) uruchomiono już 26 sierpnia, a obydwa odcinki połączono 30 grudnia trasą Zabrze – Bytom przez Chebzie, Królewską Hutę i Łagiewniki. Linia ta liczyła łącznie 34,5 km długości. Zajezdnie powstały w Rozbarku (przy ul. Witczaka) i Gliwicach (obok Lasku Miejskiego). Z powodu skarg mieszkańców na hałas, na terenie śródmieścia Gliwic i Bytomia w 1895 wprowadzono tramwaje konne.
Spółka Kramer & Co., która w 1895 utworzyła spółkę Oberschlesische Dampfstraßenbahnen w celu prowadzenia ruchu na ww. linii, wybudowała w późniejszym czasie następujące linie:
- 30 grudnia 1896 – linia Katowice – Alfred – Huta Laura,
- 1897 – linia Królewska Huta – Chorzów – Węzłowiec – Alfred,
- 29 września 1898 – linia Bytom – Zabrze.

W 1898 przewieziono łącznie 3 603 350 pasażerów.

### Początki elektryfikacji i dalszy rozwój sieci do 1922

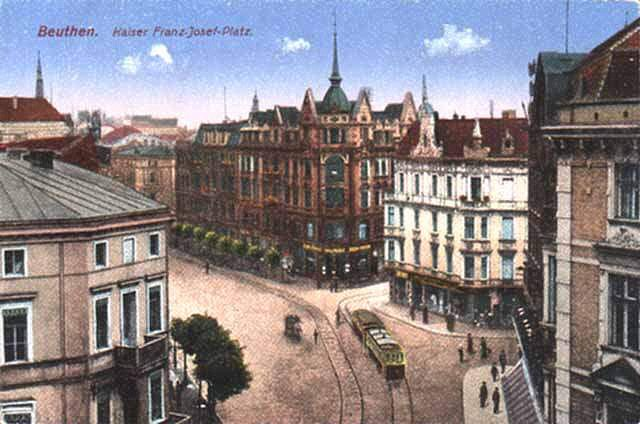
Tramwaj wąskotorowy na ob. pl. Kościuszki w Bytomiu (pocztówka z ok. 1915)

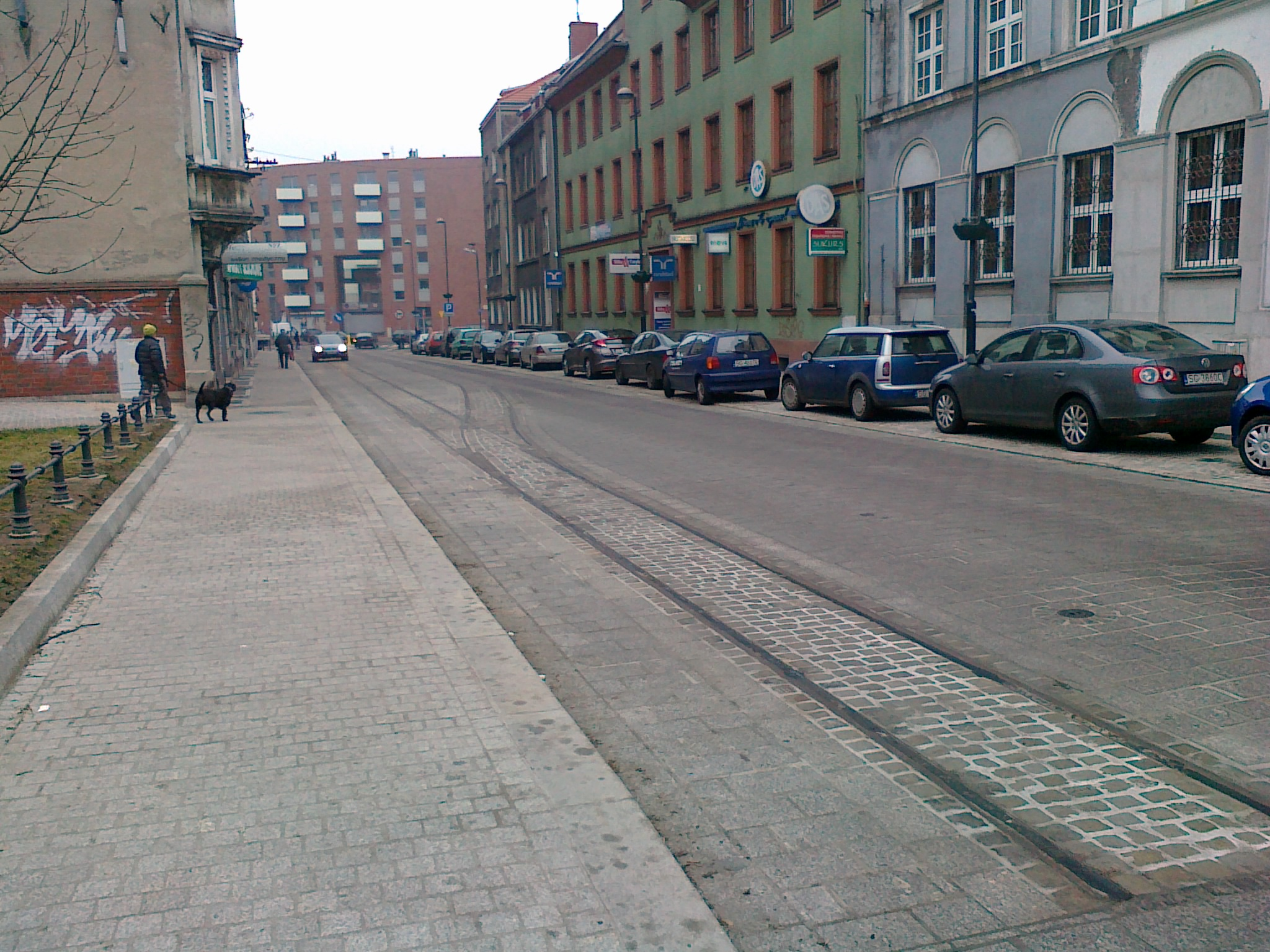
Pozostałości wąskotorowej mijanki na ul. Górnych Wałów w Gliwicach

Pierwsze informacje o planach elektryfikacji pojawiły się w 1896, a rok później także o planach budowy zelektryfikowanej linii z Bytomia do Miechowic. W 1898 spółka Kramer & Co. uzyskała koncesję na budowę kolejki elektrycznej Katowice Rynek – Zawodzie. W tym samym roku katowicka spółka Schikora & Wolff otrzymała koncesję na budowę następujących linii:
- Mysłowice – Roździeń – Szopienice – Katowice,
- Hajduki – Królewska Huta,
- Hajduki – Świętochłowice – Łagiewniki – Bytom,
- Łagiewniki – Chropaczów – Lipiny.

Koncesję tę sprzedano spółce Oberschlesische Kleinbahnen und Elektrizitätswerke AG. Spółka ta przystąpiła do realizacji tych linii, wraz z budową własnej zajezdni i elektrowni w Hajdukach w 1899 towarzystwo to uruchomiło:
- 7 września 1899 linię Katowice – Hajduki,
- 19 listopada 1899 linię Hajduki – Królewska Huta,
- 29 lipca 1900 linię Hajduki – Piaśniki,
- 31 października 1900 Rozdzień – Mysłowice.

W 1898 zelektryfikowano linie spółki Kramer & Co. Chcąc uniknąć konkurencji dwóch towarzystw, 7 lipca 1899 utworzono spółkę Schlesische Kleinbahn AG. Nowa spółka zarządzała siecią o długości 123,43 km (w tym trasą Gliwice – Rudy o długości 22,29 km), a w 1900 przewiozła 7 603 856 pasażerów.
W dalszym ciągu rozwijano sieć tramwajową, a także rozpoczęto przebudowę istniejącej sieci na trasy normalnotorowe i dwutorowe. Do 1922 oddano do użytku następujące linie:
- 6 sierpnia 1901 wąskotorową linię Nowy Wirek – Świętochłowice,
- 12 sierpnia 1901 wąskotorową linię Królewska Huta – Świętochłowice,
- 14 czerwca 1912 pierwszą na terenie Górnego Śląska normalnotorową linię tramwajową Katowice Rynek – Park Południowy (Park Kościuszki), wraz z zajezdnią na końcu szlaku,
- 23 listopada 1913 z inicjatywy magistratu Bytomia trzy linie o łącznej długości 9,610 km: Bytom Rynek – Miechowice, Karb – Dąbrowa Miejska, Bytom Rynek – ul. Piekarska (przy ul. Piekarskiej wybudowano zajezdnię).

### Lata międzywojenne

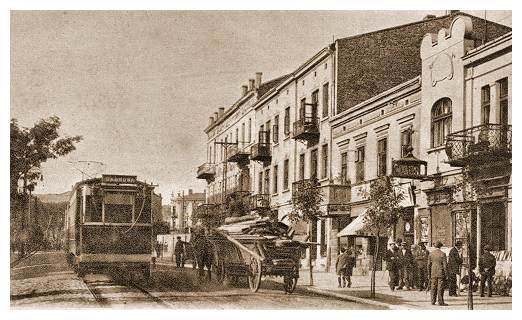
Tramwaj na ul. Małachowskiego w Będzinie w latach międzywojennych

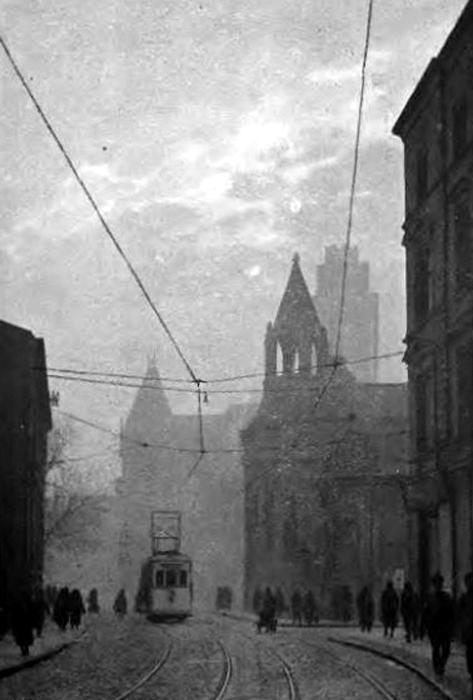
Tramwaj na ob. ul. Siemińskiego w Gliwicach (1934)

W 1922 sieć tramwajową podzielono na dwie części, będące w zarządzie dwóch państw: Niemiec i Polski. Linie tramwajowe krzyżowały się w siedmiu miejscach, co utrudniało eksploatację tramwajów. W 1925 podpisano umowę z nową spółką: Śląsko-Dąbrowskie Kolejowe Towarzystwo Eksploatacyjne z o.o. z siedzibą w Katowicach na eksploatację linii tramwajowych w polskiej części Górnego Śląska i Zagłębia Dąbrowskiego (po ich wybudowaniu), natomiast tramwajami na terenie Niemiec zarządzała spółka Oberschlesische Dampfstraßenbahn GmbH (od 1925 Oberschlesische Überlandbahnen GmbH; zlikwidowana w 1930, po czym akcje przejęła spółka Verkehrsbetriebe Oberschlesien AG).
W latach międzywojennych w polskiej części Górnego Śląska kontynuowano przebudowę linii na rozstaw normalnotorowy (z 785 na 1435 mm), natomiast w niemieckiej części Górnego Śląska oraz w Zagłębiu Dąbrowskim budowano nowe linie tramwajowe. Do końca 1931 w polskiej części przebudowano łącznie 47,5% wąskotorowej sieci tramwajowej, a także dobudowano ok. 20 km drugich torów. W latach 1929–1931 trwała budowa nowej, normalnotorowej zajezdni wraz z zakładami naprawczymi w Hajdukach.
Na obszarze Zagłębia pierwsze propozycje budowy tramwajów elektrycznych pojawiły się 20 października 1912, kiedy to grupa łódzkich przemysłowców zwróciła się do władz miejskich w Sosnowcu z propozycją powstania dwóch linii: Piaski – Milowice – Pogoń – Środula oraz Zagórze – Środula – Dębowa Góra – Modrzejów. Budowę linii proponowało też rosyjskie towarzystwo akcyjne z Petersburga. Decyzję o budowie linii przez łódzkich przemysłowców podjęto 29 maja 1914, ale jej dalszą realizację przerwał wybuch I wojny światowej.
5 kwietnia 1922 Powiatowy Związek Komunalny powiatu będzińskiego oraz Będzina, Czeladzi, Dąbrowy Górniczej i Sosnowca zawiązali spółkę o nazwie Towarzystwo Tramwajów Elektrycznych w Zagłębiu Dąbrowskim z o.o. Koncesję na budowę linii spółka otrzymała w 1923, którą odstąpiono nowej spółce: Tramwaje Elektryczne w Zagłębiu Dąbrowskim S.A.
Pierwsze prace budowlane na linii Sosnowiec – Będzin – Dąbrowa Górnicza rozpoczęto w 1926. W Będzinie rozpoczęto budowę dużej zajezdni, którą ukończono rok później. Pierwszy fragment linii, tj. Sosnowiec – Będzin, oddano do użytku 18 stycznia 1928. W późniejszych latach oddano do użytku następujące odcinki:
- 11 lutego 1928 – linia Będzin – Dąbrowa kościół,
- 14 lipca 1928 – linia Sosnowiec – Szopienice,
- 31 października 1928 – linia Dąbrowa kościół – Reden,
- 1931 – wiadukt pod linią kolejową w pobliżu stacji Sosnowiec Główny, która połączyła obydwie sieci tramwajowe,
- 27 stycznia 1929 – linia Będzin – Czeladź,
- 1 maja 1934 – linia Milowice – Sosnowiec,
- 22 grudnia 1935 – linia Sosnowiec – Konstantynów.

W niemieckiej części Górnego Śląska kontynuowano prace nad modernizacją sieci, natomiast tramwaje bytomskie, będące własnością miasta Bytomia, rozbudowywały istniejącą sieć. Powstały wtedy odcinki :
- pod koniec 1925 – Miechowice – Rokitnica – Wieszowa,
- 1927 – Bytom Rynek – Pogoda – KWK Nowy Orzeł Biały (ul. Siemianowicka),
- 1928 – Rokitnica – Helenka,
- 1930 – Bobrek – Biskupice.

Spółka miejska Städtische Straßenbahn Beuthen, prowadziła eksploatację tych linii. Powstała ona 23 października 1913. W 1938 długość linii tramwajów miejskich Bytomia wynosiła 18,25 km linii normalnotorowych, a na nich eksploatowano 20 wagonów silnikowych, 14 doczepnych i 6 specjalnych. W tym roku spółka ta przewiozła ponad 3,2 mln pasażerów.

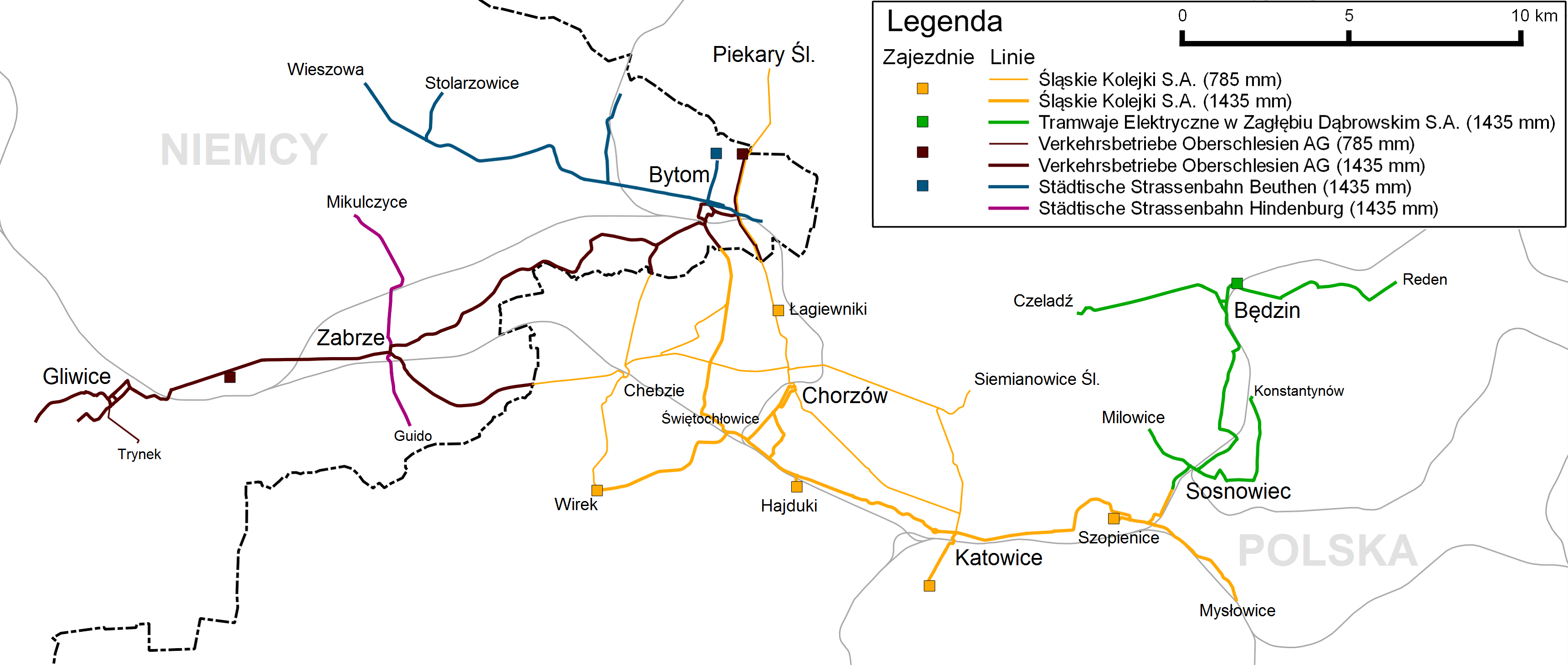
Sieć tramwajowa w konurbacji górnośląskiej w połowie 1939

W Zabrzu również powstawały miejskie trasy tramwajowe. Staraniem władz miasta w 1934 uruchomiono normalnotorową linię ze stacji Zabrze Mikulczyce do centrum miasta, a 23 lutego 1936 oddano do użytku linię ze śródmieścia do kopalni „Guido”. Eksploatację tej linii powierzono spółce Verkehrsbetriebe Oberschlesien AG. Łącznie ta spółka w 1938 prowadziła eksploatację linii tramwajowych o długości 38,36 km (w tym 9,46 km linii jednotorowych i 28,90 km dwutorowych). Do obsługi tych linii posiadała 51 wagonów silnikowych, 38 doczepnych i 19 specjalnych.
W 1939, po zajęciu polskiej części konurbacji górnośląskiej przez Niemcy, ustanowiono przymusowy zarząd nad spółką Śląskie Kolejki S.A. (zamieniona na Schlesische Kleinbahn AG), która zarządzała tramwajami w polskiej części sieci. Nie budowano nowych linii, natomiast w dalszym ciągu przebudowywano linie wąskotorowe na normalnotorowe, w tym linię Królewska Huta – Dąb – Katowice, otwartą 24 grudnia 1940. Pod koniec wojny, wycofujące oddziały niemieckie wysadziły most tramwajowy na Brynicy, a także zerwały sieć trakcyjną w Szopienicach.

### Zjednoczenie czterech przedsiębiorstw
W 1945 nadzór nad przedsiębiorstwami: Śląskie Kolejki, Tramwaje Elektryczne w Zagłębiu Dąbrowskim, Górnośląskie Przedsiębiorstwo Komunikacyjne i Miejskie Przedsiębiorstwo Komunikacyjne w Bytomiu został przymusowo przejęty zarządzeniem Ministerstwa Komunikacji przez spółkę Koleje Elektryczne Zagłębia Śląsko-Dąbrowskiego. Do 1948 komunikacja tramwajowa była zmilitaryzowana, a jako że zaraz po wojnie była dominującym środkiem transportu w konurbacji górnośląskiej, tramwaje były przepełnione. Nierzadko wykorzystywano też pojazdy do transportu żywności, głównie mleka w godzinach nocnych z mleczarni w Chorzowie Batorym do Katowic, a także w Będzinie. Uchwałą Wojewódzkiej Rady Narodowej w Katowicach 27 lutego 1951 do życia powołano Wojewódzkie Przedsiębiorstwo Komunikacyjne w Katowicach w miejsce Kolei Elektrycznych Zagłębia Śląsko-Dąbrowskiego. 31 grudnia 1949 WPK Katowice zarządzała siecią o długości 174,765 km.

### Rozbudowa sieci i zaplecza technicznego

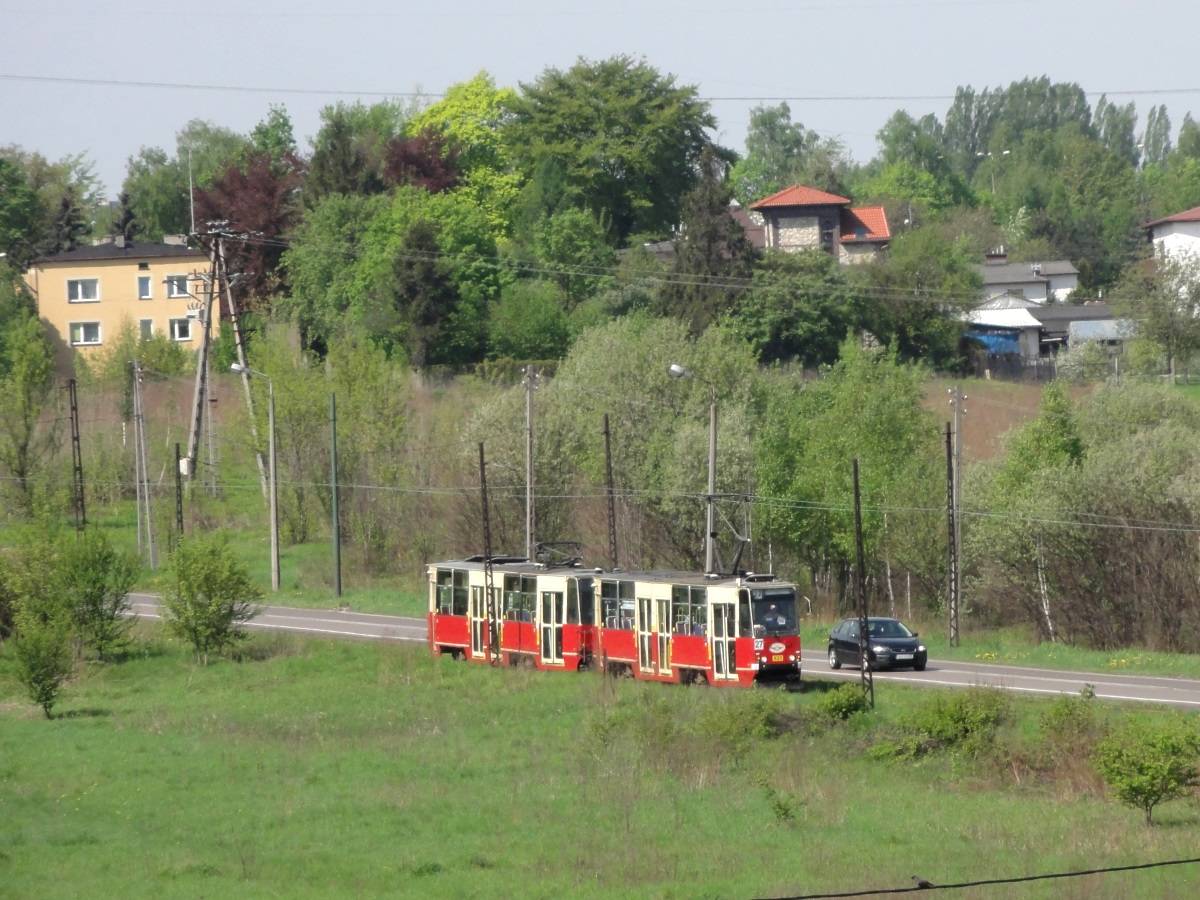
Tramwaj linii 27 na linii w Kazimierzu Górniczym, otwartej w 1960

Po II wojnie światowej, po odbudowie sieci nastąpił ponad 30-letni okres intensywnej rozbudowy sieci i zaplecza technicznego. Pierwsze prace modernizacyjne polegały na przebudowie pozostałych odcinków wąskotorowych na tor normalny. Ostatni odcinek wąskotorowy zlikwidowano w 1952 (odcinek wzdłuż ul. Metalowców w Chorzowie do Węzłowca). Po 1945 wybudowano następujące odcinki linii tramwajowych:
- 18 września 1947 – otwarcie linii łączącej Park Kościuszki z Brynowem,
- 22 lipca 1949 – otwarcie linii łączącej Helenkę ze Stolarzowicami,
- 12 września 1950 – otwarcie odcinka w Stolarzowicach,
- 22 stycznia 1951 – otwarcie linii łączącej Będzin z browarem w Grodźcu,
- 22 stycznia 1951 – otwarcie linii łączącej Sosnowiec z Milowicami,
- 18 marca 1951 – otwarcie linii łączącej Mikulczyce z Rokitnicą,
- 1952 – otwarcie linii łączącej kopalnię Orzeł Biały z Brzezinami Śląskimi,
- 15 stycznia 1952 – otwarcie linii łączącej Sosnowiec z Dańdówką,
- 1 maja 1952 – otwarcie linii łączącej KWK Guido z Makoszowami,
- 1 maja 1952 – otwarcie linii łączącej Dańdówkę z KWK Klimontów,
- 30 kwietnia 1954 – otwarcie linii łączącej dworzec w Mysłowicach z Dańdówką,
- 22 stycznia 1956 – otwarcie linii łączącej browar w Grodźcu z KWK Grodziec,
- 27 października 1957 – otwarcie linii łączącej KWK Grodziec z Żychcicami,
- 4 grudnia 1958 – otwarcie linii łączącej Brzeziny Śląskie z Dąbrówką Wielką,
- 1 maja 1959 – otwarcie linii łączącej KWK Klimontów z Porąbką,
- 4 grudnia 1960 – otwarcie linii łączącej Porąbkę z Kazimierzem Górniczym,
- 1 września 1967 – otwarcie linii łączącej Śródmieście Bytomia z KWK Bytom,
- czerwiec 1968 – otwarcie linii łączącej KWK Bytom z zajezdnią Radzionków (obecnie Stroszek),
- październik 1976 – otwarcie linii łączącej Reden z Hutą Katowice,
- 21 lipca 1980 – otwarcie linii łączącej Sosnowiec ze Środulą,
- 28 października 1982 – otwarcie linii łączącej Środulę z Zagórzem.

W 1962 otwarto zajezdnię w Zawodziu. Jej powstanie było niezbędne ze względu na zamknięcie we wcześniejszym okresie zajezdni w Roździeniu. W Bytomiu likwidacja zajezdni przy ul. Piekarskiej również powodowała konieczność budowy nowego zakładu. Zdecydowano się na lokalizację nowej zajezdni wraz z budową trasy do nowych osiedli w Stroszku. Zajezdnię, zlokalizowaną na końcu linii otwarto wraz z nią w czerwcu 1968. W tym samym roku zlikwidowano zajezdnię w Rozbarku, skąd przeniesiono tabor oraz urządzenia do nowego zakładu. W 1972 na granicy Zabrza i Gliwic wybudowano nową zajezdnię, a w Będzinie zajezdnię na 150 wagonów otwarto po czterech latach budowy w 1978. W tym samym roku zamknięto starą zajezdnię w Będzinie.

### Pierwsza fala likwidacji linii tramwajowych

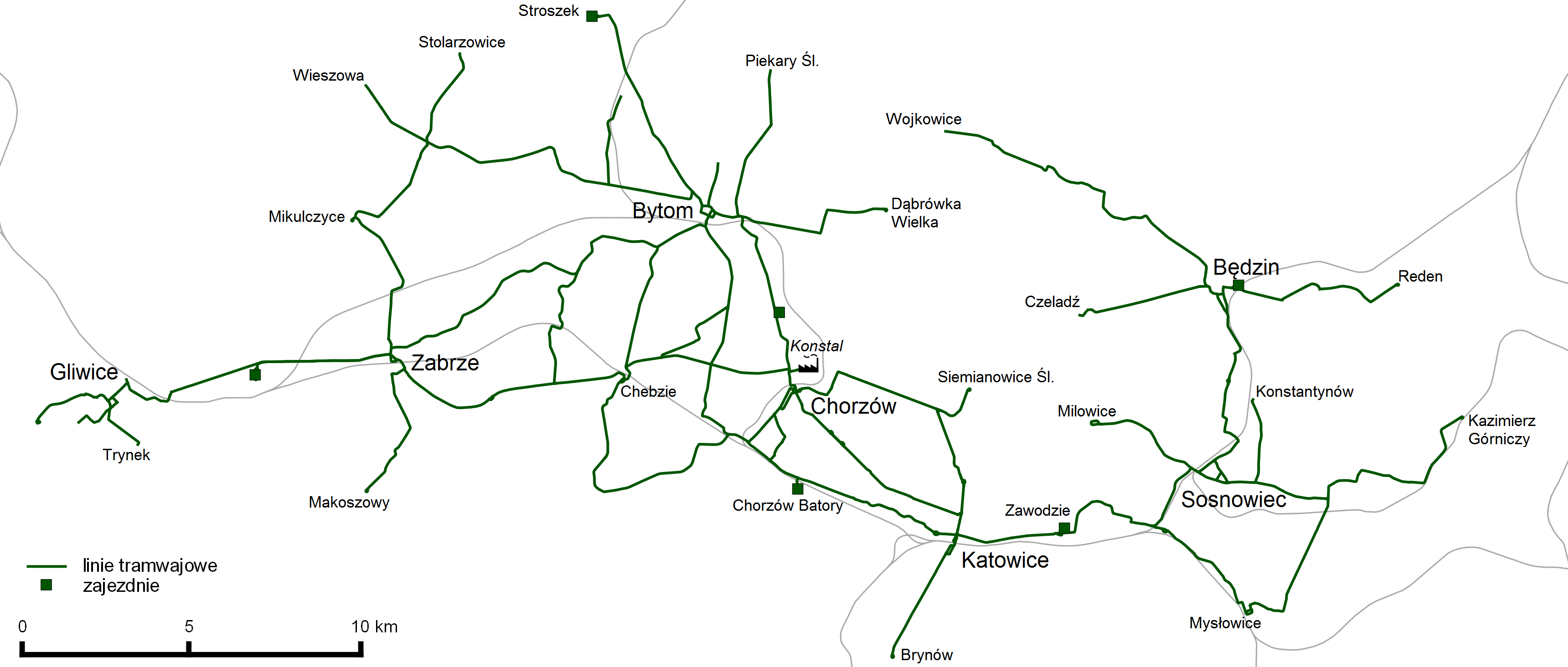
Sieć tramwajowa w konurbacji górnośląskiej pod koniec 1975

W drugiej połowie lat 70. rozpoczęła się pierwsza większa fala likwidacji linii tramwajowych. Główną przyczyną likwidacji linii była ich deficytowość związana z niskim zapełnieniem tramwajów, a także niski poziom świadczonych usług na niektórych liniach (głównie zły stan techniczny), przez co pasażerowie częściej korzystali z autobusów. Do 1989 ruch tramwajowy zawieszono na poniższych liniach:
- 1 września 1976 – linię pomiędzy ul. Celną w Bytomiu a Dąbrową Miejską,
- 27 kwietnia 1979 – linię pomiędzy Szarlejem a Piekarami Śląskimi,
- w 1980 – linię pomiędzy ul. Celną w Bytomiu a mijanką w Karbiu,
- 10 maja 1981 – linię pomiędzy Rozbarkiem a Szarlejem,
- 2 maja 1983 – linię pomiędzy ul. Łużycką w Bytomiu a Wieszową i Stolarzowicami,
- we wrześniu 1986 – linię pomiędzy ul. Strzody w Gliwicach a dzielnicą Trynek oraz pomiędzy ul. Strzody a ul. Zygmunta Starego.

W 1979 zawieszono również ruch tramwajowy na ul. Piekarskiej w Bytomiu. Likwidacji połączeń sprzeciwili się tamtejsi mieszkańcy, dlatego też 10 lutego 1982 przywrócono kursowanie tramwajów wzdłuż tej ulicy pod numerem 38.

### Rozpad Wojewódzkiego Przedsiębiorstwa Komunikacyjnego

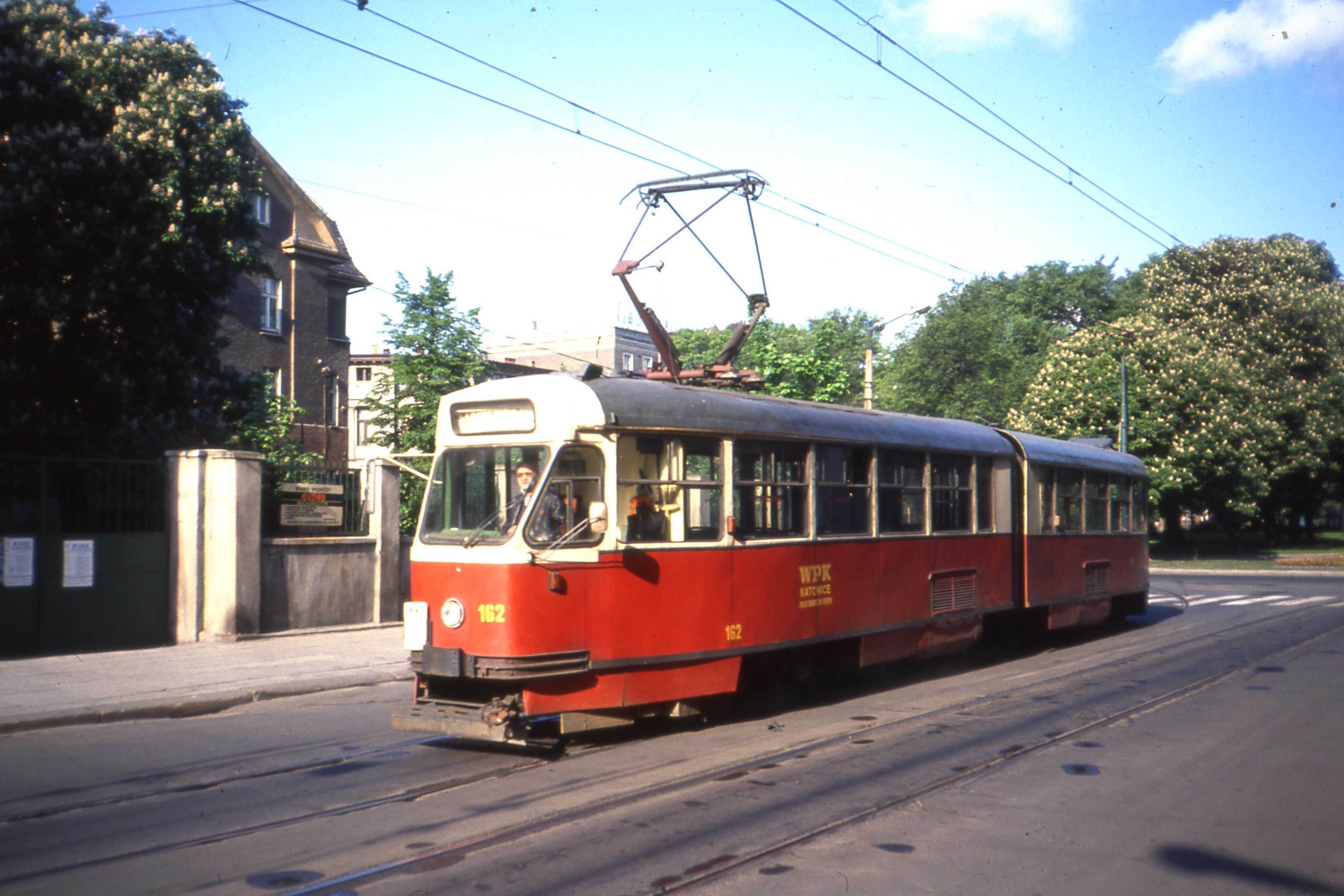
Konstal 102Na na ulicy 3 Maja w Katowicach (1991)

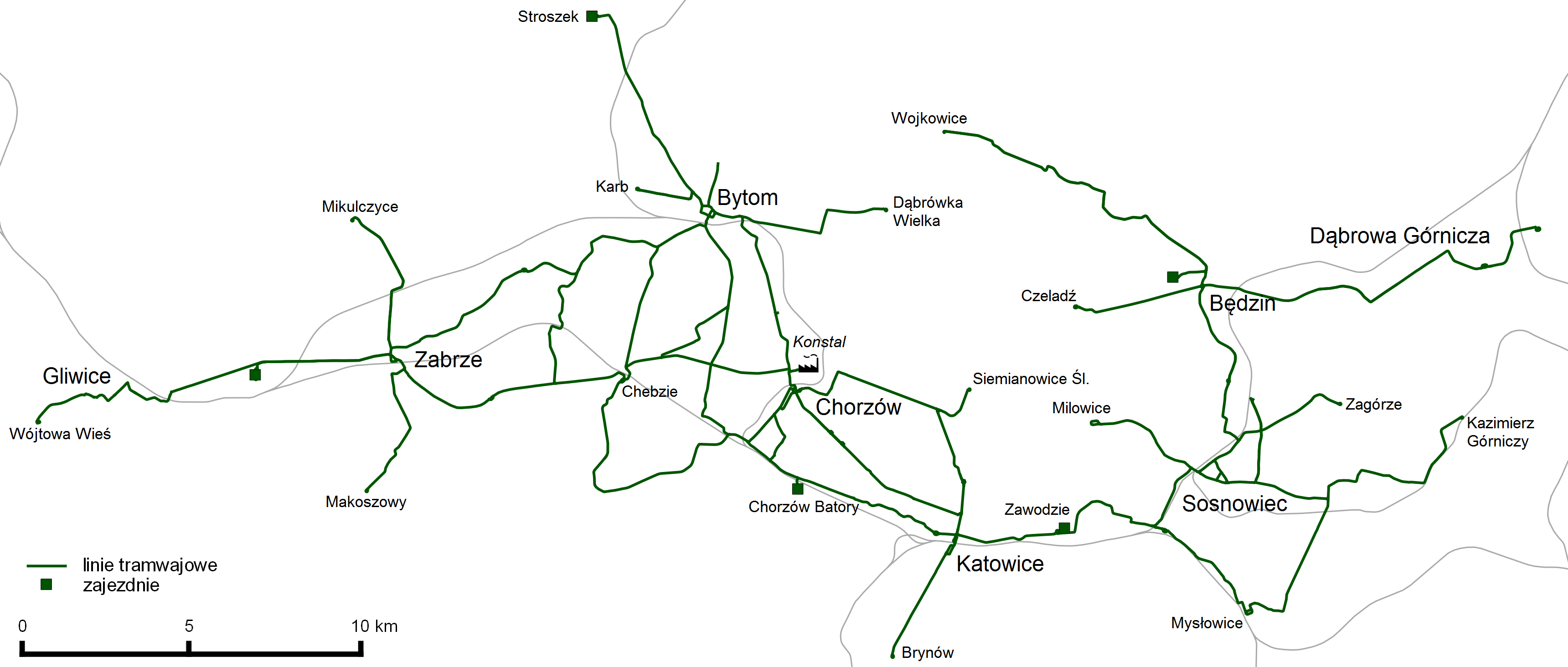
Sieć tramwajowa w konurbacji górnośląskiej w 1992

U schyłku swojej działalności, w 1990 Wojewódzkie Przedsiębiorstwo Komunikacyjne w Katowicach zatrudniało 9114 pracowników, obsługiwało: 29 relacji tramwajowych o długości 389 km, 528 relacji autobusowych o długości 8502 km i 4 relacje trolejbusowe o długości 35 km. Obejmowały one obszar 40 miast i 25 gmin, na terenie których znajdowało się 5327 przystanków. W skład taboru przedsiębiorstwa wchodziło: 530 tramwajów, 1533 autobusy i 23 trolejbusy. W 1990 WPK przewiozło blisko miliard pasażerów i wykonało pracę 150 mln wozokilometrów.
1 października 1991 na mocy zarządzenia wojewody katowickiego Wojciecha Czecha z WPK wyodrębniono 12 przedsiębiorstw autobusowej komunikacji miejskiej, Przedsiębiorstwo Komunikacji Tramwajowej, Przedsiębiorstwo Usług Technicznych Komunikacji Miejskiej oraz Przedsiębiorstwo Szkolenia i Badań Kierowców.
Powstałe Przedsiębiorstwo Komunikacji Tramwajowej posiadało 5 zakładów eksploatacyjnych (Będzin, Chorzów Batory, Bytom, Gliwice, Katowice), które w 1992 miały łącznie 373 km torów (pojedynczych) i 34 podstacje trakcyjne. PKT pozostało (jak wcześniej WPK) przedsiębiorstwem państwowym realizującym przewozy bez dotacji gmin, a jedynie budżetu centralnego.
Likwidacja WPK spowodowała bałagan finansowy i organizacyjny: linie autobusowe finansowane były przez gminy, niejasna była sprawa dotowania połączeń międzymiastowych, zaś komunikacja tramwajowa – tylko ze środków z budżetu państwa, za pośrednictwem wojewody katowickiego.

### Inwestycje z budżetu centralnego

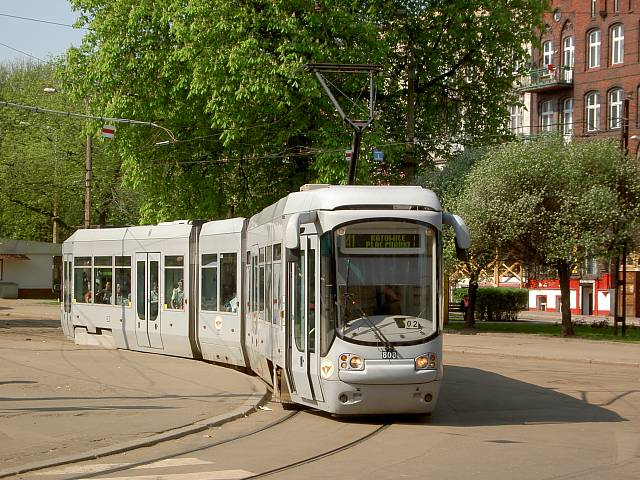
Citadis 100 w Bytomiu

W drugiej połowie lat 90. XX wieku, ze względu na narastającą niewydolność układu drogowego województwa katowickiego, rozpoczęto finansowany z budżetu centralnego program modernizacyjny, który nazwano Kompleksowa przebudowa tramwajowej infrastruktury technicznej w aglomeracji katowickiej. W ramach tego programu zaplanowano szereg rewitalizacji, z których najważniejszą była modernizacja trasy Katowice – Bytom, którą planowano dostosować do kursowania taboru niskopodłogowego. Planowano również zminimalizować liczbę punktów kolizyjnych z samochodami, wprowadzić priorytety dla tramwajów na skrzyżowaniach, zamontować automatyczne napędy zwrotnicowe oraz zamontować nową elektryczną sieć trakcyjną. Do obsługi linii przewidziano zakup 17 nowych tramwajów niskopodłogowych, dla których planowano urządzić zaplecze w nieczynnej od 1980 zajezdni w Łagiewnikach. Dzięki tej inwestycji czas przejazdu miał skrócić się o 10 minut.
W lutym 1998 podpisano umowę z francusko-brytyjskim koncernem GEC Alsthom (obecnie Alstom) na dostawę tramwajów Citadis 100 oraz z katowickim Przedsiębiorstwem Robót Inżynieryjnych na modernizację torowisk. Nowe tramwaje miały zostać dostarczone do końca 1999, a remont torowisk zakończyć się przed 18 października 2000. Pojawiły się jednak przeszkody w realizacji tego harmonogramu: 1 stycznia 1999 w ramach reformy administracyjnej powstało województwo śląskie, co skutkowało przekazaniem prowadzenia inwestycji Urzędowi Marszałkowskiemu Województwa Śląskiego oraz ograniczeniem budżetowych środków na realizację inwestycji.
Do właściwych prac modernizacyjnych przystąpiono dopiero w 2000. Ze względu na niewystarczające finansowanie prace wykonywane były z opóźnieniem oraz zmniejszony został ich zakres (trasa nie została wyremontowana w całości oraz zrezygnowano z zaplecza w Łagiewnikach), w wyniku czego nie udało się osiągnąć zakładanego skrócenia czasu przejazdu.
Produkcja nowych tramwajów odbywała się w chorzowskich zakładach Alstoma (Alstom kilka lat wcześniej przejął Konstal). 20 czerwca 2000 w fabryce w Chorzowie została zorganizowana uroczysta prezentacja pierwszego Citadisa, a 3 maja 2001 rozpoczęto eksploatację liniową. 11 października zakończono dostawy.

### Powstanie spółki Tramwaje Śląskie
1 stycznia 1999 w wyniku reformy administracyjnej zmienił się między innymi sposób finansowania tramwajów, które przestały być dotowane przez budżet państwa, a zaczęły przez Zarząd Województwa Śląskiego. 1 lutego 2000 PKT rozpoczęło świadczenie usług przewozowych na zlecenie KZK GOP.
5 grudnia 2002 Ministerstwo Skarbu Państwa podpisało akt notarialny komercjalizacji Przedsiębiorstwa Komunikacji Tramwajowej. Utworzono jednoosobową spółkę Skarbu Państwa – Tramwaje Śląskie, która rozpoczęła działalność 1 stycznia 2003. Zmiany objęły jedynie sprawy formalne, takie jak nazwa czy znaki graficzne, zasady finansowania komunikacji tramwajowej nie zostały zmienione. Spółka, w przeciwieństwie do podobnych spółek w innych polskich miastach, nie została wówczas skomunalizowana.

### Druga fala likwidacji linii tramwajowych

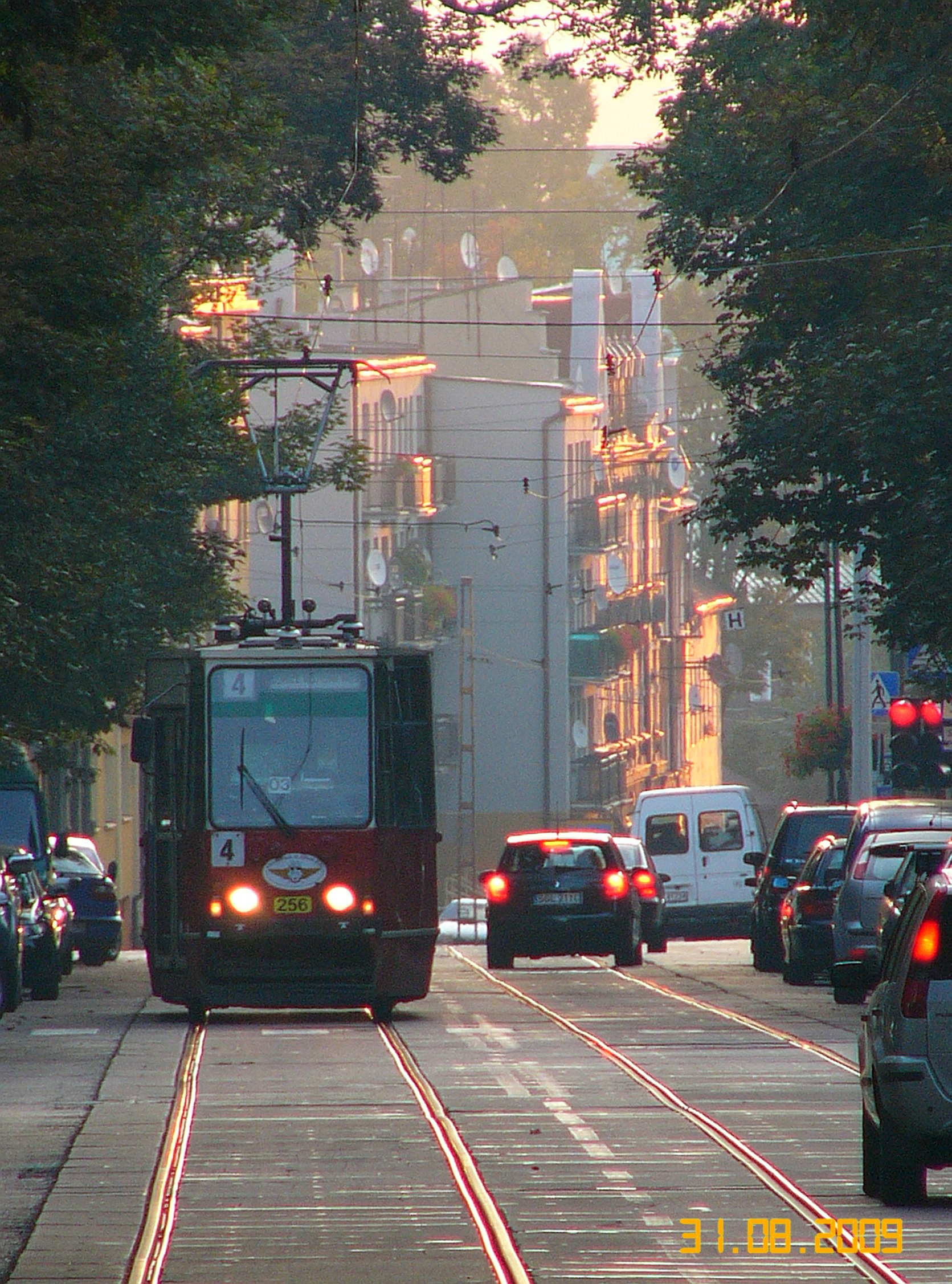
Konstal 105Na w Gliwicach

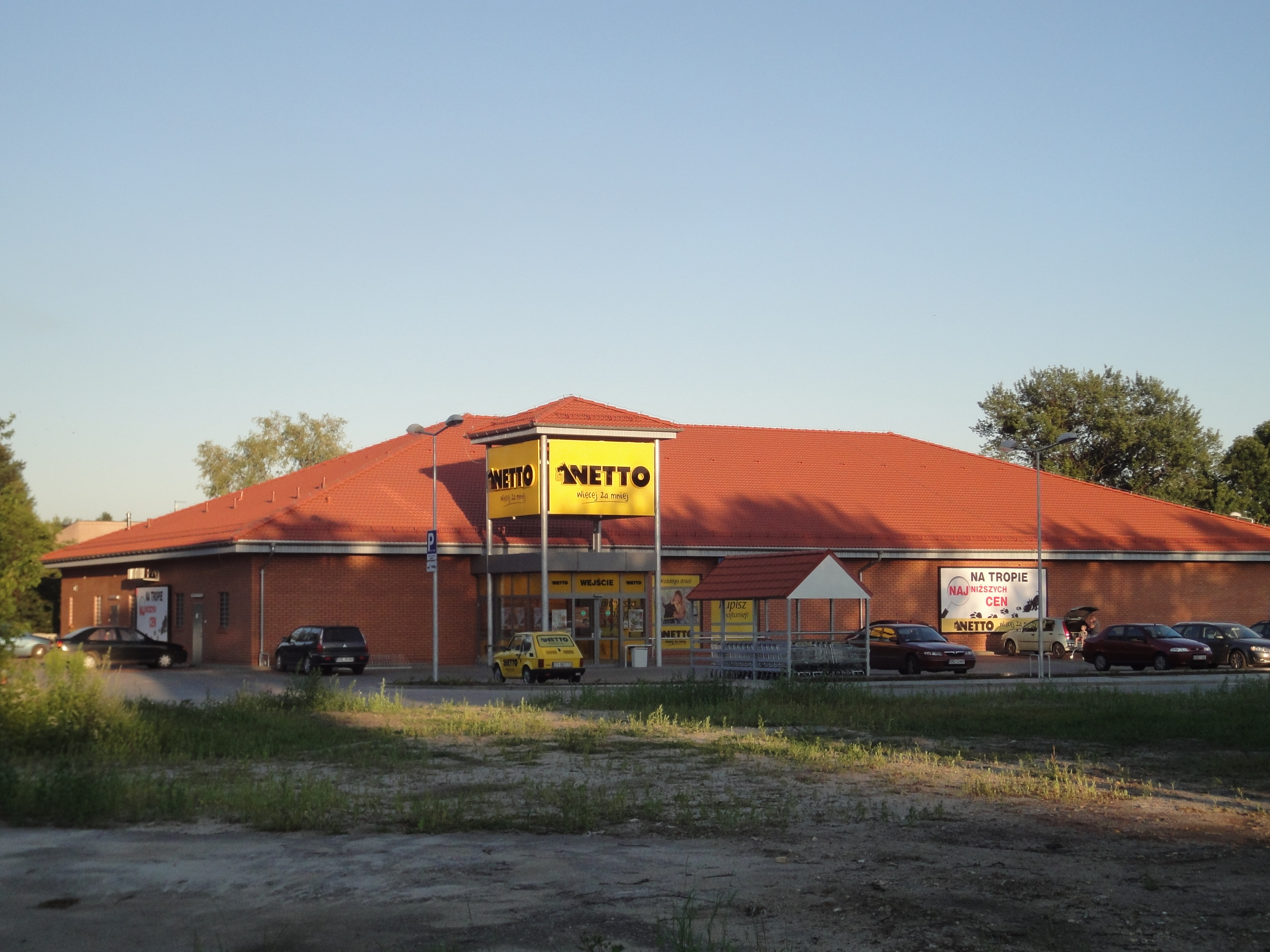
Na terenie pozostałym po pętli w Żychcicach wybudowany został sklep Netto

Na początku XXI wieku, w związku z polityką oszczędnościową, niedochodowością linii oraz pro-autobusową polityką władz, zamknięto część linii:
- 1 kwietnia 2006 linię pomiędzy Bytomiem a pętlą w Dąbrówce Wielkiej (dzielnica Piekar Śląskich),
- 1 stycznia 2007 linię pomiędzy Będzinem a pętlą Żychcice w Wojkowicach[a],
- 31 lipca 2008 linię pomiędzy Śródmieściem Bytomia a dzielnicą Łagiewniki (linia została w 2014 roku reaktywowana[37]),
- 1 stycznia 2009 linię pomiędzy placem Hutników w Chorzowie a placem Alfreda w katowickiej dzielnicy Wełnowiec,
- 1 września 2009 linię pomiędzy pętlą w Wójtowej Wsi (dzielnica Gliwic) a zajezdnią Gliwice.

Zamknięcie linii tramwajowej w Gliwicach było jedną z przyczyn złożenia wniosku przez mieszkańców Gliwic o przeprowadzenie referendum w sprawie odwołania prezydenta Gliwic – Zygmunta Frankiewicza. Referendum odbyło się 8 listopada 2009 i ze względu na niską frekwencję jego wyniki okazały się niewiążące.
W 2006 postanowiono zaprzestać korzystania z zajezdni w Chorzowie Batorym do obsługi ruchu liniowego. Pomiędzy 15 czerwca a 12 sierpnia stopniowo przekazywano obsługę linii innym zajezdniom. Najwięcej linii przejęła zajezdnia Zawodzie, nieco mniej Stroszek i Gliwice. Równocześnie postanowiono, że chorzowska zajezdnia będzie zajmować się tylko naprawami tramwajów oraz zmieni nazwę na Zakład Usługowo-Remontowy.

### Przekazanie Tramwajów Śląskich samorządom
30 maja 2007 podpisano umowę, na mocy której KZK GOP przejął wszystkie akcje spółki Tramwaje Śląskie. 27 maja 2008 Zgromadzenie KZK GOP przyjęło uchwałę, na mocy której akcje spółki miały zostać przekazane poszczególnym gminom, jednak dopiero 30 grudnia 2008 doszło do podpisania umowy mówiącej o podziale akcji w następujący sposób:
- Katowice – 25,1%,
- Sosnowiec – 14,8%,
- Bytom – 14,6%,
- Zabrze – 12,4%,
- Chorzów – 9,3%,
- Dąbrowa Górnicza – 6%,
- Świętochłowice – 5,5%,
- Ruda Śląska – 5,2%,
- Gliwice – 4,6%,
- Mysłowice – 1%,
- Czeladź – 0,9%,
- Siemianowice Śląskie – 0,6%.

Akcje zostały podzielone proporcjonalnie do pracy eksploatacyjnej wykonywanej przez tramwaje w połowie 2006.

### Zakup używanych tramwajów

#### Konstal 105Na

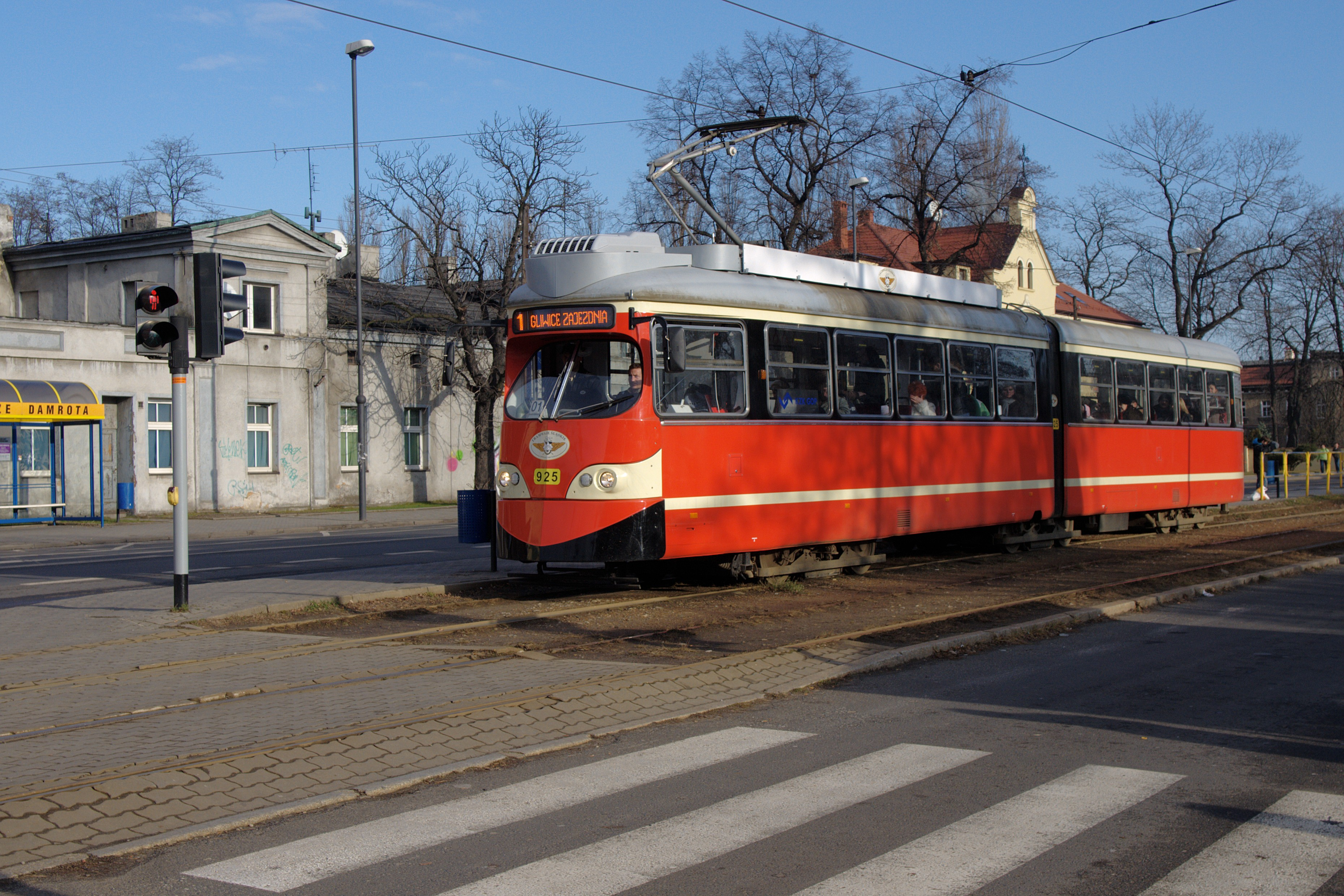
Tramwaj E1 sprowadzony z Wiednia w Zabrzu

W latach 2006–2009 Tramwaje Śląskie sprowadziły z Krakowa 37 używanych Konstali 105Na, które zostały odstawione ze względu na zakup nowych tramwajów. Zakup tych tramwajów pozwolił częściowo uzupełnić lukę po wycofanych z końcem maja 2008, z liniowej eksploatacji tramwajów Konstal 102Na, które w latach 1970–1973 zostały zakupione w liczbie 129 sztuk.

#### Düwag Pt
Na początku 2010 Tramwaje Śląskie rozpoczęły testy sprowadzonego z Frankfurtu nad Menem dwukierunkowego, trzyczłonowego tramwaju Düwag Pt, który 3 listopada rozpoczął służbę liniową. Łącznie w 2010 TŚ nabyły 12 takich tramwajów, w tym 2 z przeznaczeniem na części. Z początkiem 2013 TŚ kupiły 5 kolejnych wozów typu Ptb z Frankfurtu.
W kwietniu 2017 w trasę wyruszył pierwszy zmodernizowany Düwag do standardu Ptm. Pierwszym zmodernizowanym tramwajem był wagon o numerze 913, który do tej pory służył jako dawca części dla pozostałych tramwajów tego typu. Zakres modernizacji przede wszystkim polegał na wymianie środkowego członu na niskopodłogowy, oraz na pozbawienie tramwaju dwukierunkowości poprzez usunięcie jednej z kabin motorniczego. Według stanu na 28 lutego 2021, Tramwaje Śląskie posiadają 9 tramwajów w standardzie Ptm.

#### SGP/Lohner E1
Pod koniec 2010 śląski przewoźnik sprowadził kolejne używane tramwaje – jeden dwuczłonowy, silnikowy SGP/Lohner E1 i jeden doczepny c3 z Wiednia. Po serii prób zdecydowano się jedynie na eksploatację wagonów silnikowych i w połowie 2011 sprowadzono 18 kolejnych takich pojazdów. Ostatecznie na początku 2013 na stanie przewoźnika znalazło się 25 takich tramwajów.
14 marca 2021 był ostatnim dniem eksploatacji liniowej „Wiedeńczyków”. Decyzję o wycofaniu ostatnich czterech sztuk z użytku podjęto po kolejnych dostawach nowych tramwajów od Pesy
Wszystkie sprowadzone zza granicy tramwaje po przyjeździe były modernizowane i dostosowywane do wymagań polskich przepisów w należącym do spółki Zakładzie Usługowo Remontowym w Chorzowie.

### Inwestycje z funduszy unijnych (2011–2018)

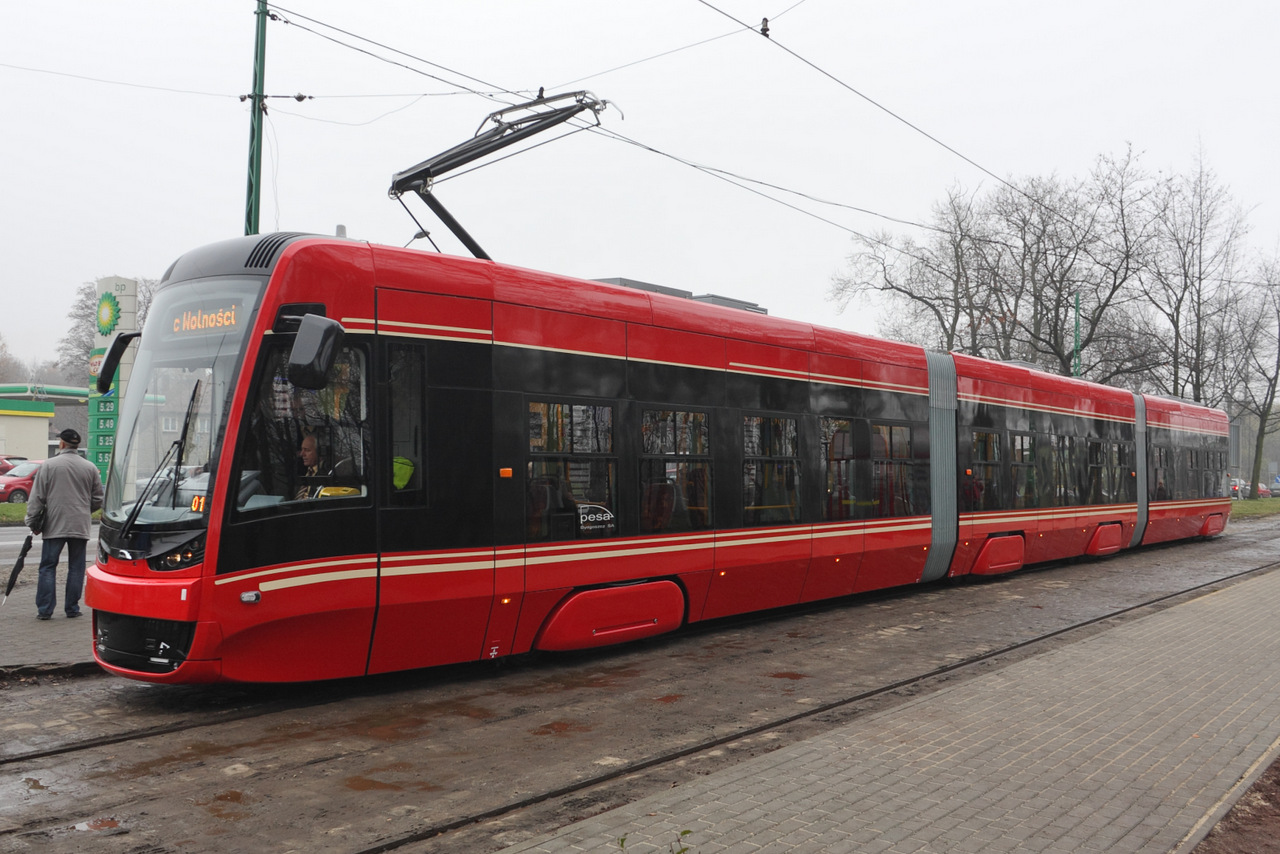
Pesa 2012N Twist podczas prezentacji w Zabrzu

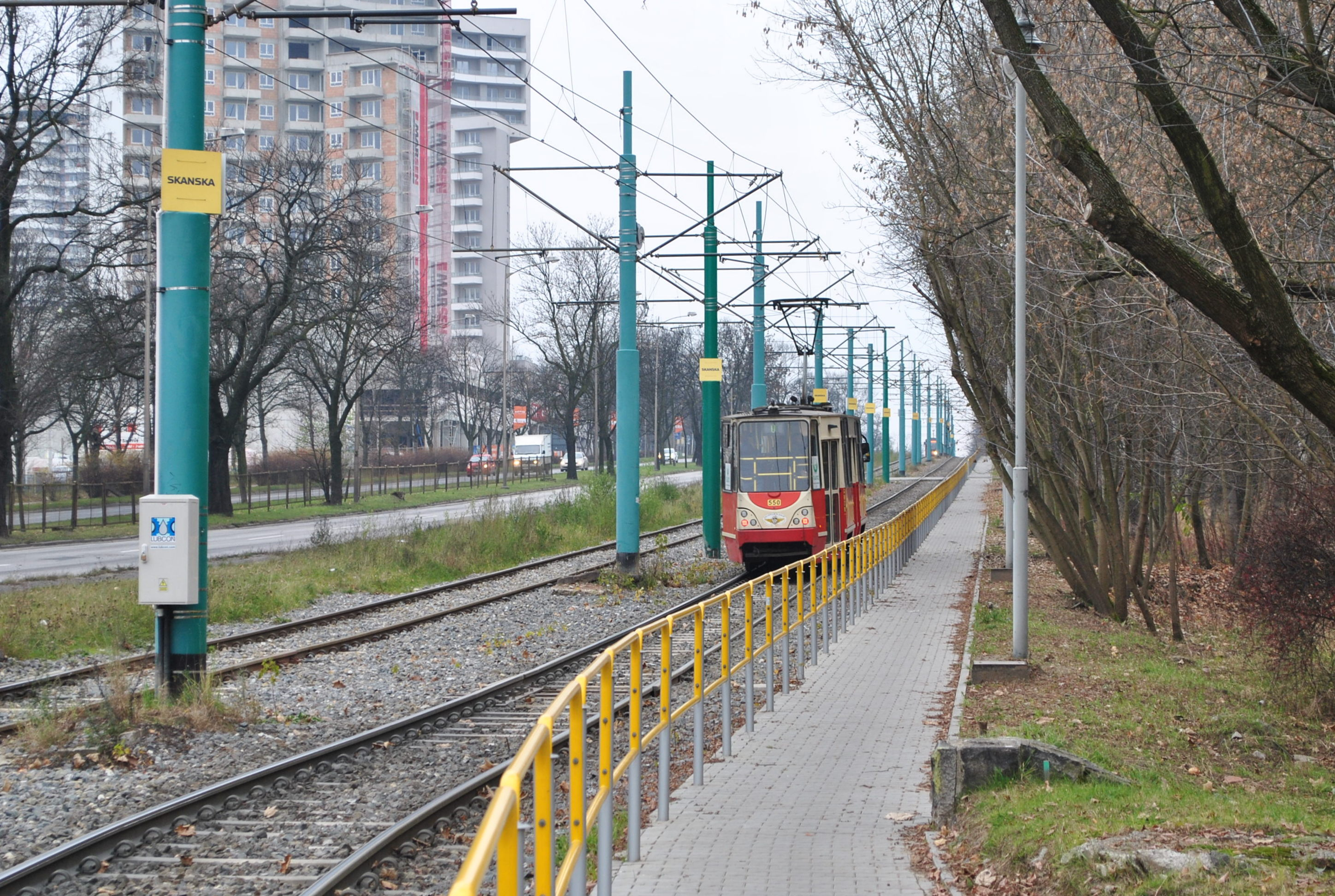
Zmodernizowane torowisko na ul. Chorzowskiej w Katowicach (Park Śląski)

W lutym 2011 włodarze miast konurbacji górnośląskiej podjęli decyzję o rozpoczęciu projektu „Modernizacja Infrastruktury Tramwajowej i Trolejbusowej w aglomeracji Górnośląskiej”. Realizacja projektu trwała od października 2012 do grudnia 2015.
W ramach pierwszego etapu projektu zrealizowano następujące inwestycje:
- Zmodernizowano 48 km torowisk (m.in. wybudowano drugi tor na trasie Katowice – Sosnowiec i odbudowano linię Bytom – Łagiewniki)[53][37][52].
- Przebudowano sieć trakcyjną[52].
- Zakupiono 30 tramwajów niskopodłogowych 2012N Twist dostarczonych przez Pesę na mocy umowy z 10 grudnia 2012[54][52].
- Zmodernizowano 75 tramwajów 105Na. 45 tramwajów zostało zmodernizowanych przez konsorcjum Modertrans i MPK-Łódź, a pozostałe 30 przez Zakład Usługowo Remontowy Tramwajów Śląskich z wykorzystaniem części dostarczonych przez konsorcjum Modertrans i MPK-Łódź. Umowę na modernizację i dostawę części podpisano 30 lipca 2012[55][56][52].

Pierwszy zmodernizowany 105Na został zaprezentowany 17 grudnia 2012, a 22 listopada 2013 w Zabrzu zaprezentowano pierwszego twista. 14 maja 2014 twisty rozpoczęły kursowanie z pasażerami, a 29 czerwca reaktywowano linię nr 7 Bytom – Łagiewniki.
Dzięki korzystnym rozstrzygnięciom przetargów i uzyskanym dzięki temu oszczędnościom Tramwaje Śląskie w mogły przystąpić do drugiego etapu projektu, w ramach którego zrealizowano następujące inwestycje:
- Zmodernizowano 15 km torowisk[52].
- Przebudowano sieć trakcyjną[52].
- Zakupiono 12 tramwajów częściowo niskopodłogowych, dwukierunkowych MF 16 AC BD Beta dostarczonych przez Modertrans na mocy umowy z 27 listopada 2014[61][62].

Całkowity koszt inwestycji wyniósł 626,95 mln zł, z czego 490,49 mln zł zostało sfinansowane przez UE w ramach Programu Infrastruktura i Środowisko. Inwestycje zostały również wsparte przez kredyt z Europejskiego Banku Inwestycyjnego.

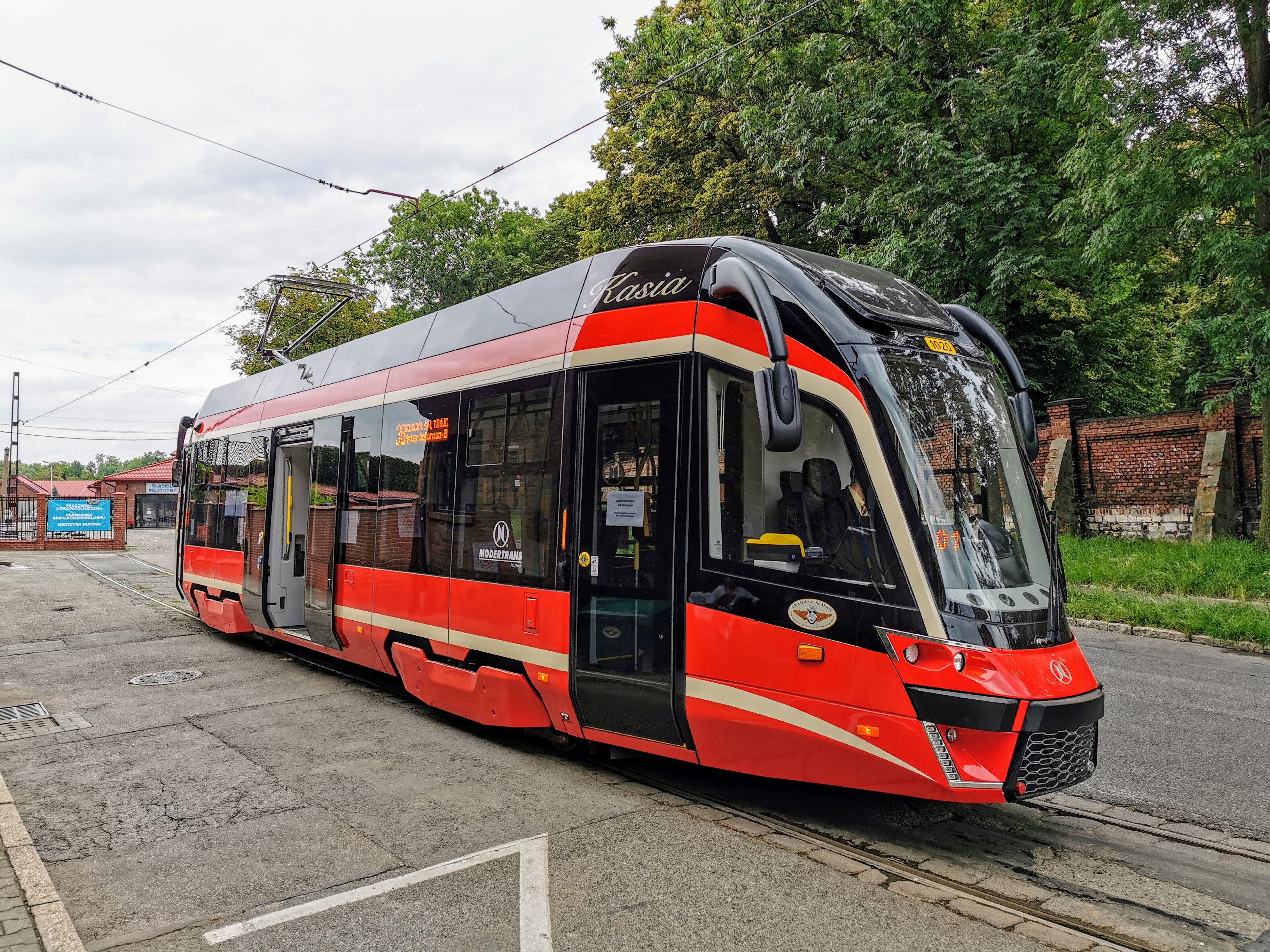
Moderus Beta MF 11 AC BD w Bytomiu

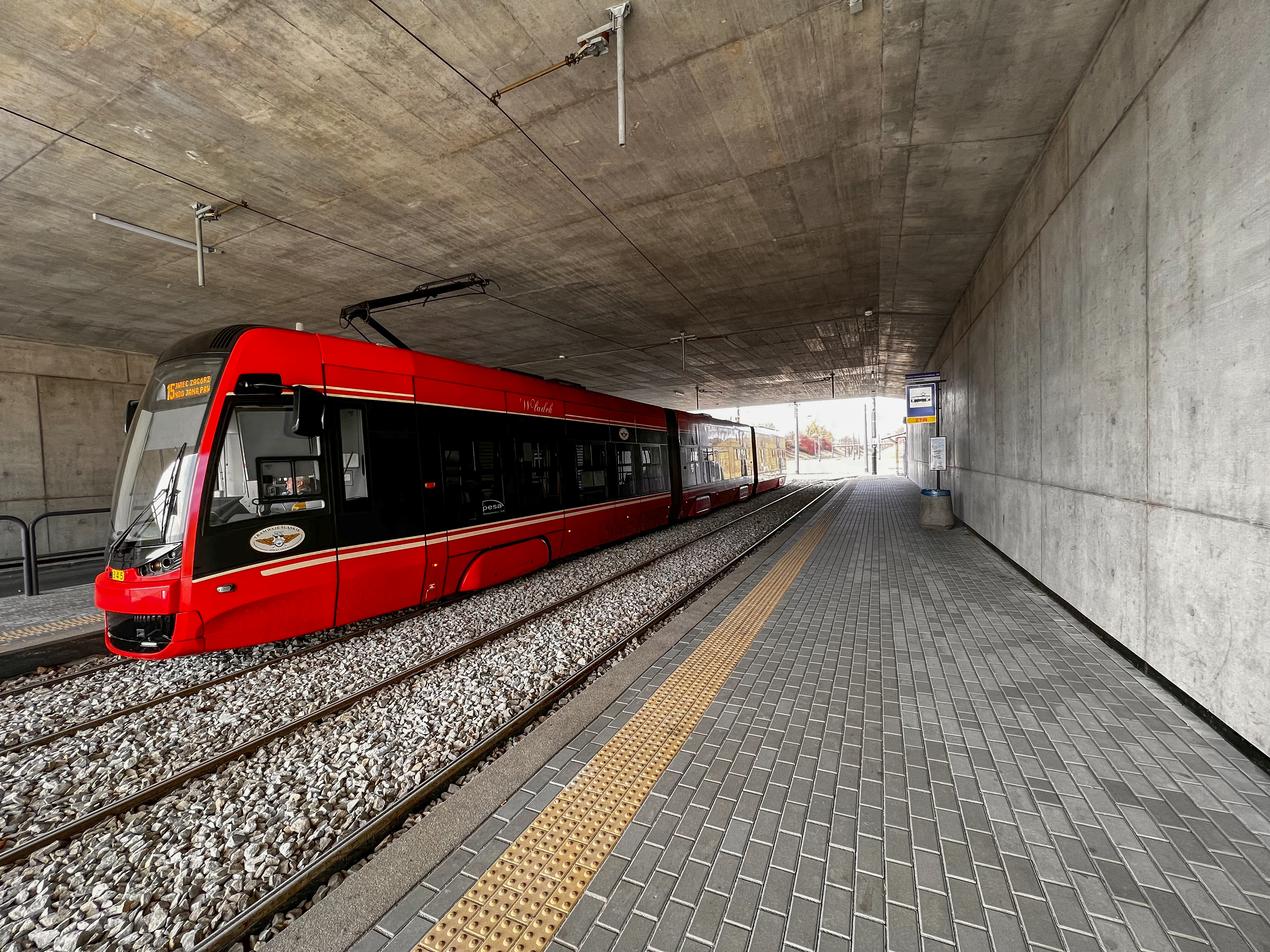
Przedłużona linia nr 15

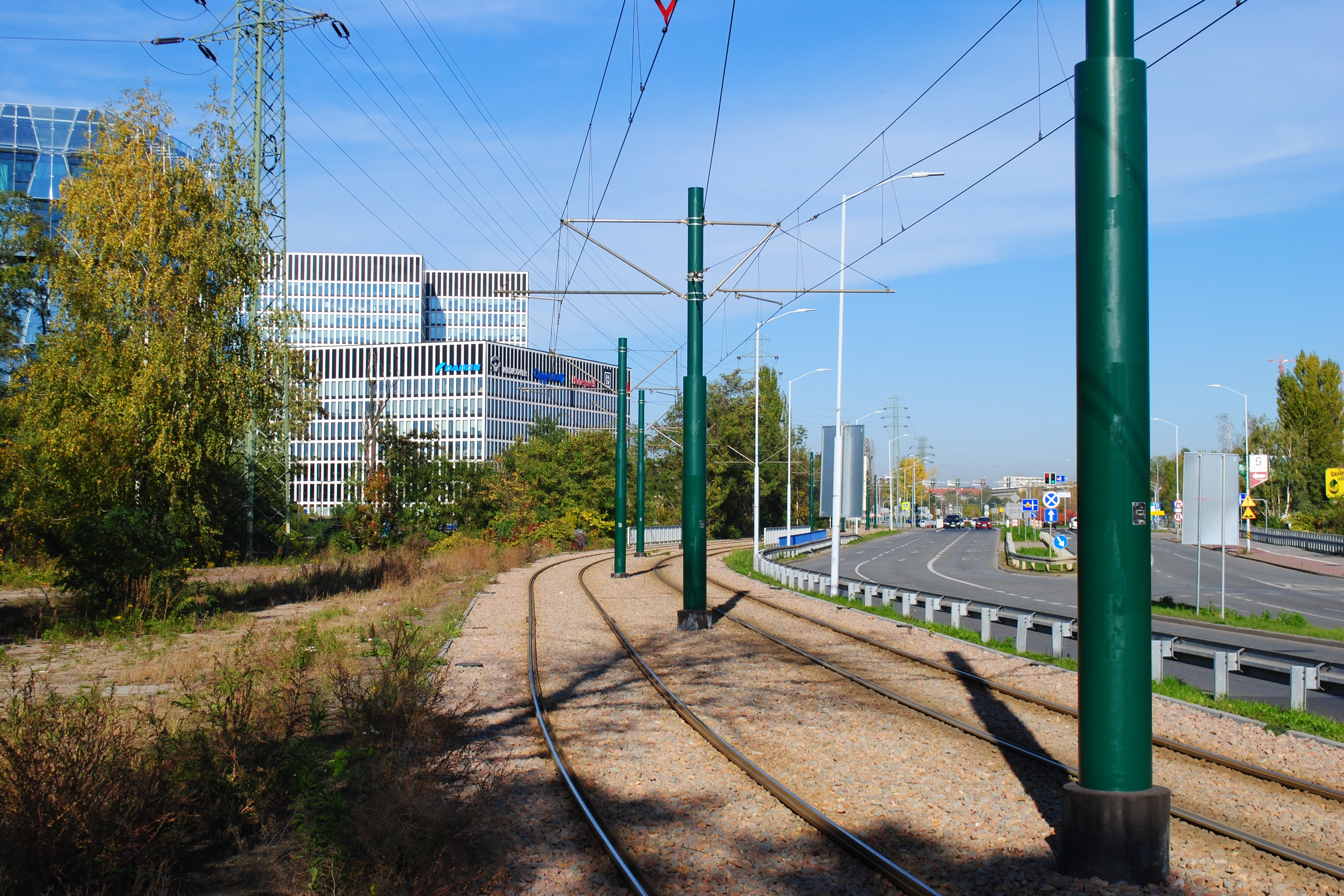
Linia wzdłuż ul. Grundmanna w Katowicach, otwarta w 2023

Pomimo znaczących inwestycji z funduszy unijnych, 14 lutego 2015 zlikwidowano linię nr 18 Stroszek – Chebzie, przez co tramwaje całkowicie zniknęły z 4-kilometrowego odcinka w Rudzie (dzielnicy Rudy Śląskiej). W ramach perspektywy finansowej Unii Europejskiej 2014–2020 Tramwaje Śląskie planują realizację projektu „Zintegrowany projekt modernizacji i rozwoju infrastruktury tramwajowej w Aglomeracji Śląsko-Zagłębiowskiej wraz z zakupem taboru tramwajowego”, w ramach którego planowane jest: przedłużenie linii nr 15 w głąb osiedla Zagórze, przedłużenie linii tramwajowej z pętli Brynów przez Ochojec do osiedla Odrodzenia, wybudowanie łącznika pomiędzy ulicami Chorzowską i Gliwicką w Katowicach oraz wyremontowanie około 100 km torów. Dodatkowo przewoźnik planuje pozyskać co najmniej 45 nowych tramwajów oraz kontynuować remonty torowisk. Pierwotnie planowano również przedłużenie linii nr 6 do Miechowic, jednakże władze Bytomia wycofały się z tego pomysłu. 20 marca 2017 rozpoczęła się realizacja pierwszego zadania remontowego z tego projektu, a 11 grudnia 2017 i 26 lutego 2018 podpisany zostały umowy na dofinansowanie powyższych inwestycji kwotą 491 mln zł w ramach POIiŚ.
8 marca 2018 TŚ podpisały z Modertransem umowę na dostawę 10 tramwajów jednoczłonowych (później rozszerzoną do 15 pojazdów), a 29 czerwca umowę z Pesą na dostawę 35 tramwajów wieloczłonowych (później rozszerzoną do 40 pojazdów). 18 grudnia Tramwaje Śląskie podpisały z konsorcjum banków Pekao i BGK umowę na emisję przez spółkę obligacje w wysokości 328 mln zł, które obejmą banki.

### Pod szyldem ZTM (od 2019)
1 stycznia 2019 Zarząd Transportu Metropolitalnego zastąpił KZK GOP, tym samym Tramwaje Śląskie stały się przewoźnikiem operującym na zlecenie ZTM.
28 kwietnia 2020 Tramwaje Śląskie podpisały z konsorcjum firm Eurovia Polska, KZN Rail i Nowak Mosty umowę na przedłużenie linii nr 15 w głąb osiedla Zagórze. 16 marca 2022 podpisano umowę na budowę nowej linii tramwajowej wzdłuż ul. Grundmanna w Katowicach.
19 grudnia 2022 oddano do użytku pierwszą od 40 lat nową linię tramwajową w konurbacji górnośląskiej – odcinek linii nr 15 w Sosnowcu od pętli Zagórze do nowej pętli Zagórze Rondo Jana Pawła II.
13 września 2023 zgromadzenie Górnośląsko-Zagłębiowskiej Metropolii podjęło uchwałę wyrażająca zgodę na przystąpienie Metropolii do spółki Tramwaje Śląskie. W następstwie czego 22 września miasta Sosnowiec i Dąbrowa Górnicza podpisały z GZM umowę dotyczącą nieodpłatnego przekazania akcji spółki (odpowiednio 11,55% akcji i 3,80%). Pod koniec października podobną umowę podpisano ze Świętochłowicami, które posiadały 3,5% akcji. Ostatecznie GZM stała się właścicielem 44,6% akcji, a miasto Katowice 55,4%.
21 grudnia 2023 otwarto linię tramwajową wzdłuż ulicy Grundmanna w Katowicach – pierwszą nową linię w tym mieście od 1947.
W 2025 roku Tramwaje Śląskie rozpoczęły kolejny projekt z dofinasowaniem z funduszy europejskich – „Modernizacja i rozwój infrastruktury tramwajowej w Górnośląsko – Zagłębiowskiej Metropolii – Etap I”. 22 stycznia podpisano pierwszą umowę budowlaną z nim związaną. 4 lutego natomiast podpisano pierwszy umowy na dostawę nowego taboru:
- z Pesą na dostawę 40 wagonów 25-metrowych (w tym 10 dwukierunkowych),
- z Modertransem na dostawę 10 wagonów 15-metrowych (dwukierunkowych)[89].

## Infrastruktura
Sieć tramwajowa w Górnośląsko-Zagłębiowskiej Metropolii liczy 178,35 km torowisk o rozstawie 1435 mm, mających łącznie 336,1 km toru pojedynczego (wraz z torami na terenie zajezdni oraz pętli, stan na dzień 28 czerwca 2021):
- 55,5 km odcinków jednotorowych,
- 120 km odcinków dwutorowych (240 km toru pojedynczego),
- 29 km torów na terenie zajezdni,
- 11,6 km torów pętli tramwajowych.

W torowisku zamontowanych jest łącznie 391 zwrotnic, a na terenie zajezdni 271 (stan na dzień 28 czerwca 2021).

### Zajezdnie

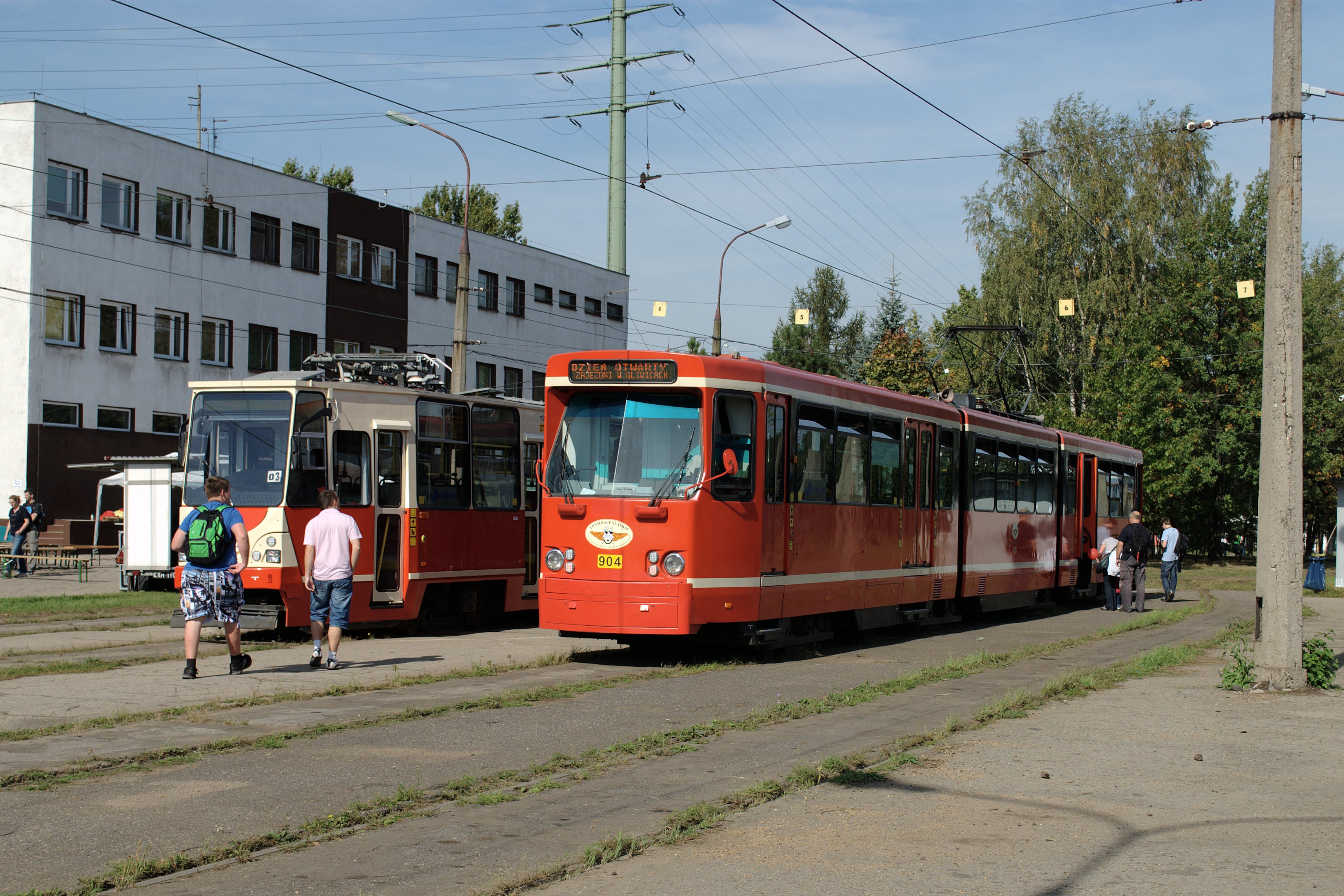
Zajezdnia Gliwice

Tabor Tramwajów Śląskich stacjonuje w 4 zajezdniach odpowiadających 4 rejonom komunikacyjnym:
- Rejon nr 1 – Będzin,
- Rejon nr 2 – Katowice – Zawodzie,
- Rejon nr 3 – Bytom – Stroszek,
- Rejon nr 4 – Gliwice.

Istnieje także zajezdnia w Chorzowie Batorym, od sierpnia 2006 pełniąca rolę Zakładu Usług Remontowych. Ponadto połączenie ze śląską siecią tramwajową miały także mieszczące się w Chorzowie zakłady Alstom Konstal. 8 stycznia 2023 wstrzymano ruch tramwajów na czas przebudowy infrastruktury przy Hucie Kościuszko, w ramach prac rozebrano łącznik z charakterystycznym splotem szynowym (posiadał rozstawy 1435 mm i 1000 mm).

### Krańce

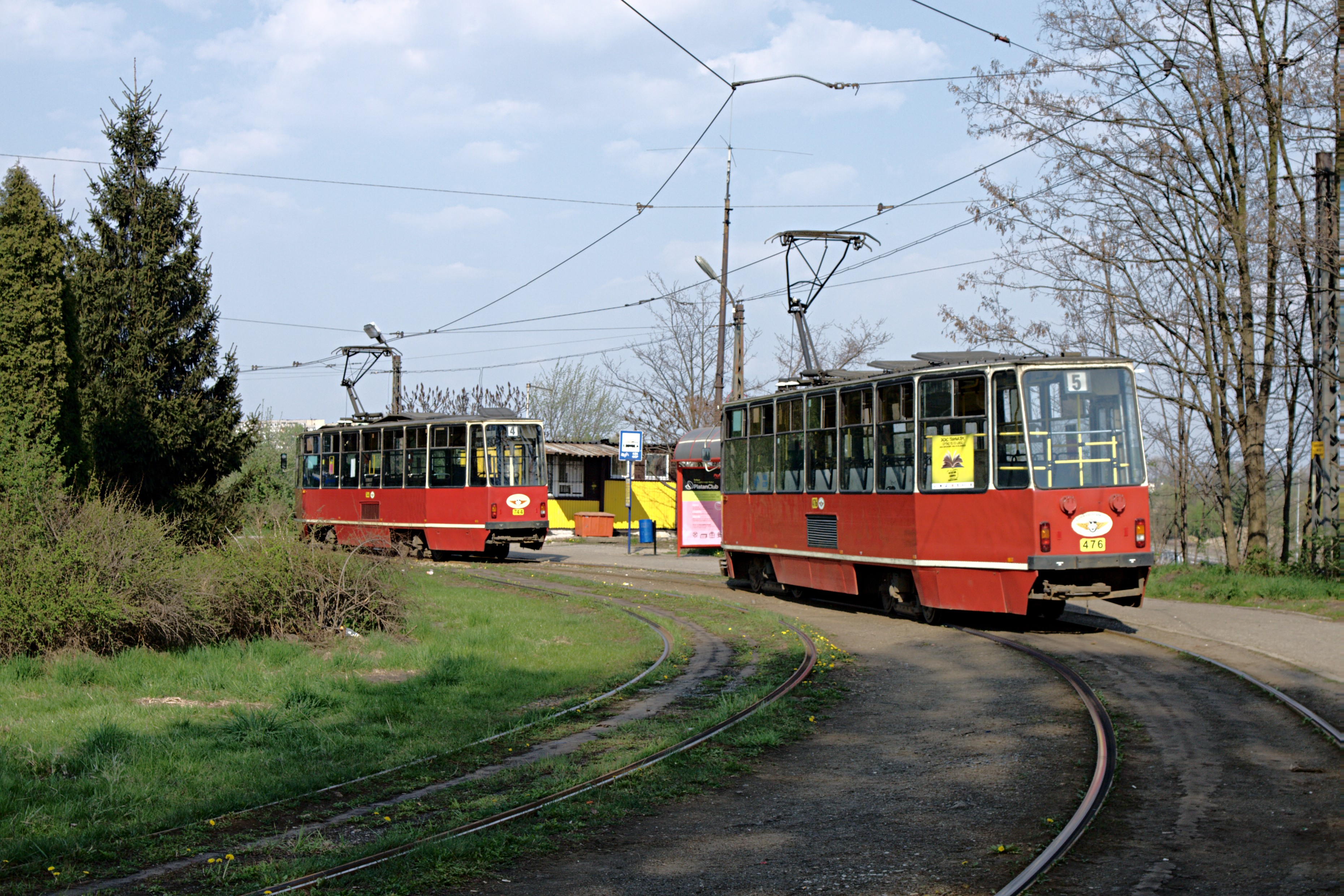
Pętla Zaborze

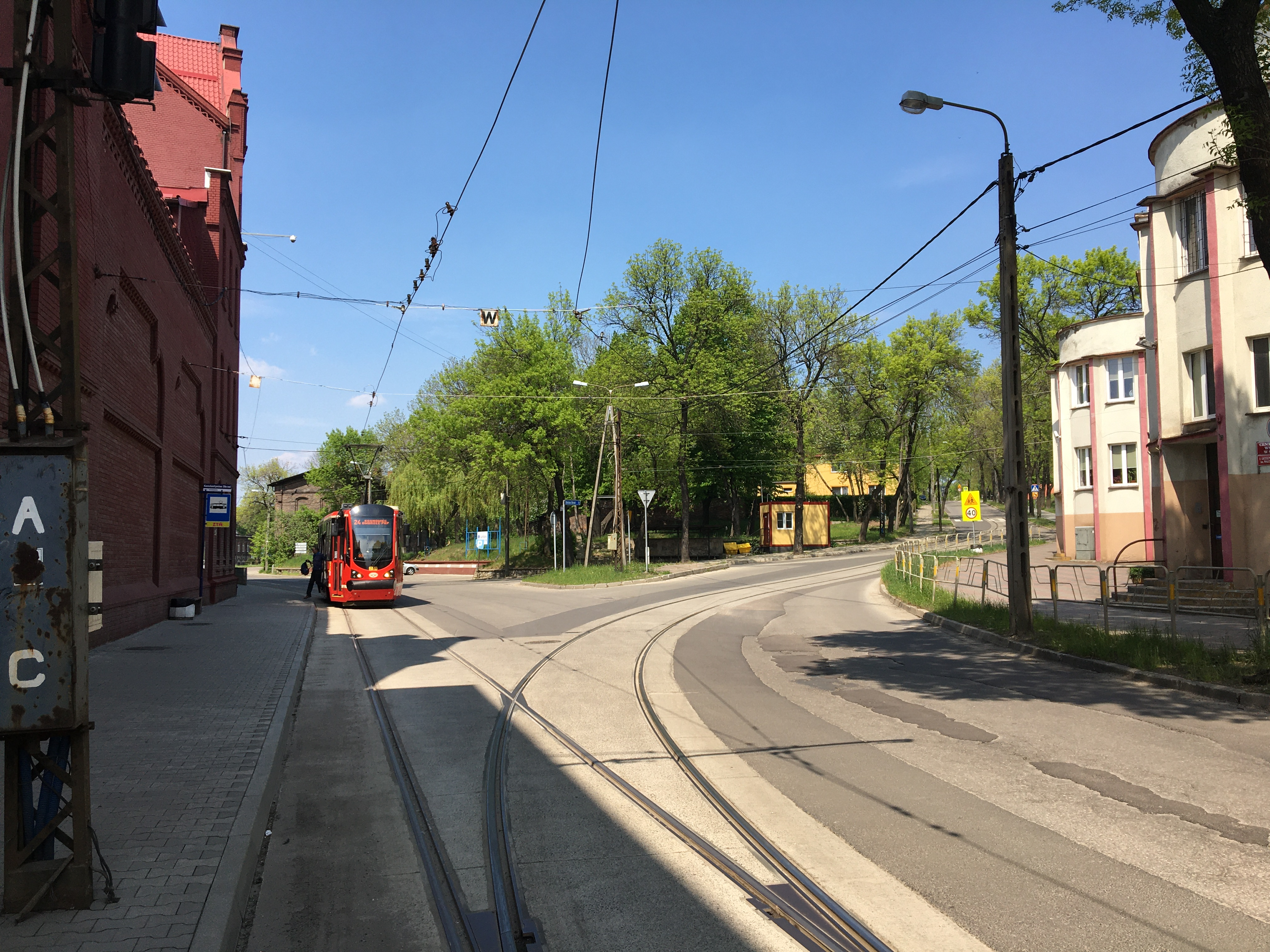
Trójkąt torowy Konstantynów Okrzei

| Miasto               | Nazwa przystanku               | Typ                          |
| -------------------- | ------------------------------ | ---------------------------- |
| Będzin               | Rondo                          | Pętla                        |
| Będzin               | Os. Zamkowe Zajezdnia          | Zajezdnia                    |
| Bytom                | Plac Sikorskiego               | Pętla                        |
| Bytom                | Szkoła Medyczna                | Pętla                        |
| Bytom                | Kościół św. Trójcy             | Krańcówka                    |
| Bytom                | Powstańców Śląskich            | Krańcówka                    |
| Bytom                | Stroszek Zajezdnia             | Pętla i zajezdnia            |
| Bytom                | Łagiewniki Zajezdnia           | Trójkąt torowy               |
| Chorzów              | Rynek                          | Pętla i centrum przesiadkowe |
| Chorzów              | Metalowców                     | Trójkąt torowy               |
| Chorzów              | Batory Zajezdnia               | Zajezdnia                    |
| Chorzów              | Stadion Śląski Pętla Wschodnia | Pętla                        |
| Chorzów              | Stadion Śląski Pętla Zach.     | Pętla                        |
| Czeladź              | Dworzec                        | Pętla i centrum przesiadkowe |
| Dąbrowa Górnicza     | Gołonóg Wiadukt S1 Pętla       | Pętla                        |
| Dąbrowa Górnicza     | Tworzeń Huta Katowice          | Pętla                        |
| Dąbrowa Górnicza     | Urząd Pracy Pętla              | Pętla                        |
| Gliwice              | Gliwice Zajezdnia              | Zajezdnia                    |
| Katowice             | Brynów Centrum Przesiadkowe    | Pętla i centrum przesiadkowe |
| Katowice             | Plac Miarki                    | Pętla                        |
| Katowice             | Plac Wolności                  | Pętla                        |
| Katowice             | Koszutka Słoneczna Pętla       | Pętla                        |
| Katowice             | Szopienice Pętla               | Pętla                        |
| Katowice             | Wełnowiec Plac Alfreda         | Pętla                        |
| Katowice             | Zawodzie Centrum Przesiadkowe  | Pętla i centrum przesiadkowe |
| Katowice             | Zawodzie Zajezdnia             | Zajezdnia                    |
| Mysłowice            | Dworzec PKP                    | Pętla                        |
| Ruda Śląska          | Chebzie Pętla                  | Pętla                        |
| Siemianowice Śląskie | Plac Skargi                    | Pętla                        |
| Sosnowiec            | Kazimierz Górniczy Pętla       | Pętla                        |
| Sosnowiec            | Dańdówka Skrzyżowanie          | Trójkąt torowy               |
| Sosnowiec            | Konstantynów Okrzei            | Trójkąt torowy               |
| Sosnowiec            | Ostrogórska                    | Trójkąt torowy               |
| Sosnowiec            | Milowice Pętla                 | Pętla                        |
| Sosnowiec            | Pogoń Akademiki                | Pętla                        |
| Sosnowiec            | Zagórze Centrum Przesiadkowe   | Pętla i centrum przesiadkowe |
| Sosnowiec            | Zagórze Rondo Jana Pawła II    | Pętla                        |
| Zabrze               | Biskupice Pętla                | Pętla                        |
| Zabrze               | Makoszowy Pętla                | Pętla                        |
| Zabrze               | Mikulczyce Pętla               | Pętla                        |
| Zabrze               | Zaborze Pętla                  | Pętla                        |
| Źródła:              |                                |                              |

## Linie tramwajowe
Według stanu na 11 sierpnia 2025 sieć tramwajowa w Górnośląsko-Zagłębiowskiej Metropolii składa się z 30 linii:
| Linia | Przebieg linii | Przystanek początkowy              | Przystanek końcowy            | Długość linii | Liczba przystanków | Miasta                                                | Zajezdnia          | Źródło  |
| ----- | -------------- | ---------------------------------- | ----------------------------- | ------------- | ------------------ | ----------------------------------------------------- | ------------------ | ------- |
| 0     |                | Chorzów Stadion Śląski Pętla Zach. | Katowice Plac Wolności        | 6,15 km       | 13                 | Chorzów, Katowice                                     | Zawodzie           | [ 102 ] |
| 1     |                | Gliwice Zajezdnia                  | Chebzie Pętla                 | 11,90 km      | 23                 | Gliwice, Zabrze, Ruda Śląska                          | Gliwice            | [ 103 ] |
| 2     |                | Gliwice Zajezdnia                  | Bytom Plac Sikorskiego        | 16,55 km      | 26                 | Gliwice, Zabrze, Bytom                                | Gliwice, Stroszek  | [ 104 ] |
| 3     |                | Mikulczyce Pętla                   | Makoszowy Pętla               | 10,60 km      | 21                 | Zabrze                                                | Gliwice            | [ 105 ] |
| 4     |                | Gliwice Zajezdnia                  | Zaborze Pętla                 | 7,85 km       | 16                 | Gliwice, Zabrze                                       | Gliwice            | [ 106 ] |
| 5     |                | Zaborze Pętla                      | Bytom Plac Sikorskiego        | 16,30 km      | 24                 | Zabrze, Bytom                                         | Gliwice            | [ 107 ] |
| 6     |                | Chorzów Stadion Śląski Pętla Zach. | Brynów Centrum Przesiadkowe   | 9,75 km       | 22                 | Chorzów, Katowice                                     | Stroszek, Zawodzie | [ 108 ] |
| 7     |                | Bytom Szkoła Medyczna              | Zawodzie Centrum Przesiadkowe | 21,35 km      | 46                 | Bytom, Świętochłowice, Chorzów, Katowice              | Stroszek, Zawodzie | [ 109 ] |
| 9     |                | Bytom Plac Sikorskiego             | Chorzów Batory Zajezdnia      | 17,30 km      | 32                 | Bytom, Ruda Śląska, Świętochłowice, Chorzów           | Gliwice, Stroszek  | [ 110 ] |
| 10    |                | Chebzie Pętla                      | Chorzów Muzeum Hutnictwa      | 5,7 km        | 13                 | Ruda Śląska, Świętochłowice, Chorzów                  | Gliwice            | [ 111 ] |
| 11    |                | Chorzów Stadion Śląski Pętla Zach. | Zawodzie Zajezdnia            | 8,90 km       | 20                 | Chorzów, Katowice                                     | Gliwice, Zawodzie  | [ 112 ] |
| 13    |                | Siemianowice Plac Skargi           | Chorzów Batory Zajezdnia      | 10,75 km      | 23                 | Siemianowice Śląskie, Katowice, Chorzów               | Zawodzie, Będzin   | [ 113 ] |
| 15    |                | Katowice Plac Wolności             | Zagórze Rondo Jana Pawła II   | 18,50 km      | 36                 | Katowice, Sosnowiec                                   | Zawodzie, Będzin   | [ 114 ] |
| 16    |                | Wełnowiec Plac Alfreda             | Brynów Centrum Przesiadkowe   | 8,15 km       | 18                 | Katowice                                              | Zawodzie           | [ 115 ] |
| 19    |                | Stroszek Zajezdnia                 | Chorzów Muzeum Hutnictwa      | 13,6 km       | 26                 | Bytom, Chorzów                                        | Stroszek, Zawodzie | [ 116 ] |
| 20    |                | Chebzie Pętla                      | Zawodzie Zajezdnia            | 19,90 km      | 41                 | Ruda Śląska, Świętochłowice, Bytom, Chorzów, Katowice | Stroszek, Zawodzie | [ 117 ] |
| 21    |                | Tworzeń Huta Katowice              | Milowice Pętla                | 22,55 km      | 43                 | Dąbrowa Górnicza, Będzin, Sosnowiec                   | Będzin             | [ 118 ] |
| 23    |                | Chorzów Stadion Śląski Pętla Zach. | Zawodzie Zajezdnia            | 9,05 km       | 20                 | Chorzów, Katowice                                     | Zawodzie           | [ 119 ] |
| 24    |                | Sosnowiec Dworzec PKP              | Konstantynów Okrzei           | 4,80 km       | 13                 | Sosnowiec                                             | Będzin             | [ 120 ] |
| 26    |                | Milowice Pętla                     | Mysłowice Dworzec PKP         | 13,20 km      | 27                 | Sosnowiec, Mysłowice                                  | Będzin             | [ 121 ] |
| 27    |                | Os. Zamkowe Zajezdnia              | Kazimierz Górniczy Pętla      | 18,20 km      | 38                 | Będzin, Sosnowiec                                     | Będzin             | [ 122 ] |
| 28    |                | Os. Zamkowe Zajezdnia              | Tworzeń Huta Katowice         | 13,55 km      | 25                 | Będzin, Dąbrowa Górnicza                              | Będzin             | [ 123 ] |
| 30    |                | Biskupice Pętla                    | Bytom Plac Sikorskiego        | 7,40 km       | 13                 | Zabrze, Bytom                                         | Stroszek           | [ 124 ] |
| 34    |                | Mysłowice Dworzec PKP              | Mysłowice Obrzeżna Północna   | 2,50 km       | 7                  | Mysłowice                                             | Będzin             | [ 125 ] |
| 36    |                | Zawodzie Zajezdnia                 | Brynów Centrum Przesiadkowe   | 7,70 km       | 20                 | Katowice                                              | Będzin, Zawodzie   | [ 126 ] |
| 38    |                | Bytom Powstańców Śląskich          | Bytom Plac Sikorskiego        | 2,20 km       | 8                  | Bytom                                                 | Stroszek           | [ 127 ] |
| 40    |                | Chorzów Dworcowa                   | Chorzów Batory Zajezdnia      | 3,45 km       | 9                  | Chorzów                                               |                    | [ 128 ] |
| 41    |                | Katowice Plac Miarki               | Koszutka Słoneczna Pętla      | 2,35 km       | 7                  | Katowice                                              | Zawodzie           | [ 129 ] |
| 44    |                | Szopienice Dwór                    | Zawodzie Centrum Przesiadkowe | 3,75 km       | 8                  | Katowice                                              | Zawodzie           | [ 130 ] |
| 46    |                | Koszutka Słoneczna Pętla           | Brynów Centrum Przesiadkowe   | 5,65 km       | 16                 | Katowice                                              | Zawodzie           | [ 131 ] |

## Tabor

### Liniowy
| Seria            | Liczba | Liczba członów | Liczba miejsc siedzących | Procent niskiej podłogi | Producent         | Modernizator                 | Właściwości | Źródła                                                       |
| ---------------- | ------ | -------------- | ------------------------ | ----------------------- | ----------------- | ---------------------------- | --- | ------------------------------------------------------------ |
| N                | 2      | 1              | 16                       | 0%                      | Konstal           | ZUR                          | pojazd dwukierunkowy | [ 132 ] [ 46 ]                                               |
| 105N             | 1      | 1              | 20                       | 0%                      | Konstal           |                              | | [ 46 ]                                                       |
| 105Na            | 43     | 1              | 20                       | 0%                      | Konstal           | –                            | | [ 133 ] [ 46 ]                                               |
| 105N-2k          | 31     | 1              | 20                       | 0%                      | Konstal           | ZUR                          | | [ 56 ] [ 46 ]                                                |
| 105N-2k          | 31     | 1              | 20                       | 0%                      | Konstal           | MPK Łódź                     | | [ 56 ] [ 46 ]                                                |
| 105N HF 11 AC    | 45     | 1              | 20                       | 0%                      | Konstal           | Modertrans Poznań i MPK Łódź | system informacji pasażerskiej · monitoring                                                                                | [ 56 ] [ 134 ] [ 46 ]                                        |
| 105NF S          | 31     | 1              | 20                       | 0%                      | Konstal           | ZUR                          | system informacji pasażerskiej · monitoring                                                                                | [ 46 ] [ 56 ] [ 135 ] [ 136 ]                                |
| 111N             | 6      | 1              | 20                       | 0%                      | Konstal           | –                            | pojazd dwukierunkowy | [ 137 ] [ 46 ]                                               |
| 116Nd Citadis    | 7      | 3              | 46                       | 73%                     | Alstom Konstal    | –                            | system informacji pasażerskiej                                                                                             | [ 138 ] [ 139 ] [ 140 ] [ 46 ]                               |
| 116Ndm Citadis   | 10     | 3              | 46                       | 73%                     | Alstom Konstal    | ZUR                          | system informacji pasażerskiej · klimatyzacja przestrzeni pasażerskiej · ładowarki USB                                     | [ 140 ] [ 46 ]                                               |
| 2012N Twist      | 30     | 3              | 77                       | 73%                     | Pesa              | –                            | system informacji pasażerskiej · monitoring                                                                                | [ 54 ] [ 58 ] [ 141 ] [ 46 ]                                 |
| 2012N-10 Twist   | 8      | 3              | 77                       | 75%                     | Pesa              | –                            | system informacji pasażerskiej · klimatyzacja przestrzeni pasażerskiej · monitoring · ładowarki USB                        | [ 77 ] [ 142 ] [ 143 ] [ 144 ] [ 46 ]                        |
| 2017N Twist      | 32     | 3              | 59                       | 65,6%                   | Pesa              | –                            | system informacji pasażerskiej · klimatyzacja przestrzeni pasażerskiej · monitoring · ładowarki USB                        | [ 77 ] [ 142 ] [ 50 ] [ 143 ] [ 145 ] [ 146 ] [ 147 ] [ 46 ] |
| E1               | 1      | 2              | 40                       | 0%                      | SGP / Lohner      | ZUR                          | | [ 46 ] [ 148 ] [ 149 ]                                       |
| Pt               | 4      | 3              | 62                       | 0%                      | Düwag             | –                            | pojazd dwukierunkowy | [ 150 ] [ 43 ] [ 151 ] [ 46 ]                                |
| Ptm              | 10     | 3              | 57                       | 23%                     | Düwag             | ZUR                          | system informacji pasażerskiej · monitoring · ładowarki USB                                                                | [ 152 ] [ 151 ] [ 153 ] [ 46 ]                               |
| MF 10 AC Beta    | 13     | 1              | ≥ 18                     | ≥ 20%                   | Modertrans Poznań | –                            | system informacji pasażerskiej · klimatyzacja przestrzeni pasażerskiej · monitoring · ładowarki USB                        | [ 75 ] [ 76 ] [ 154 ] [ 46 ]                                 |
| MF 11 AC BD Beta | 3      | 1              | ≥ 18                     | ≥ 20%                   | Modertrans Poznań | –                            | pojazd dwukierunkowy · system informacji pasażerskiej · klimatyzacja przestrzeni pasażerskiej · monitoring · ładowarki USB | [ 75 ] [ 76 ] [ 154 ] [ 46 ]                                 |
| MF 16 AC BD Beta | 12     | 3              | 46                       | 26%                     | Modertrans Poznań | –                            | pojazd dwukierunkowy · system informacji pasażerskiej · monitoring                                                         | [ 62 ] [ 155 ] [ 46 ]                                        |

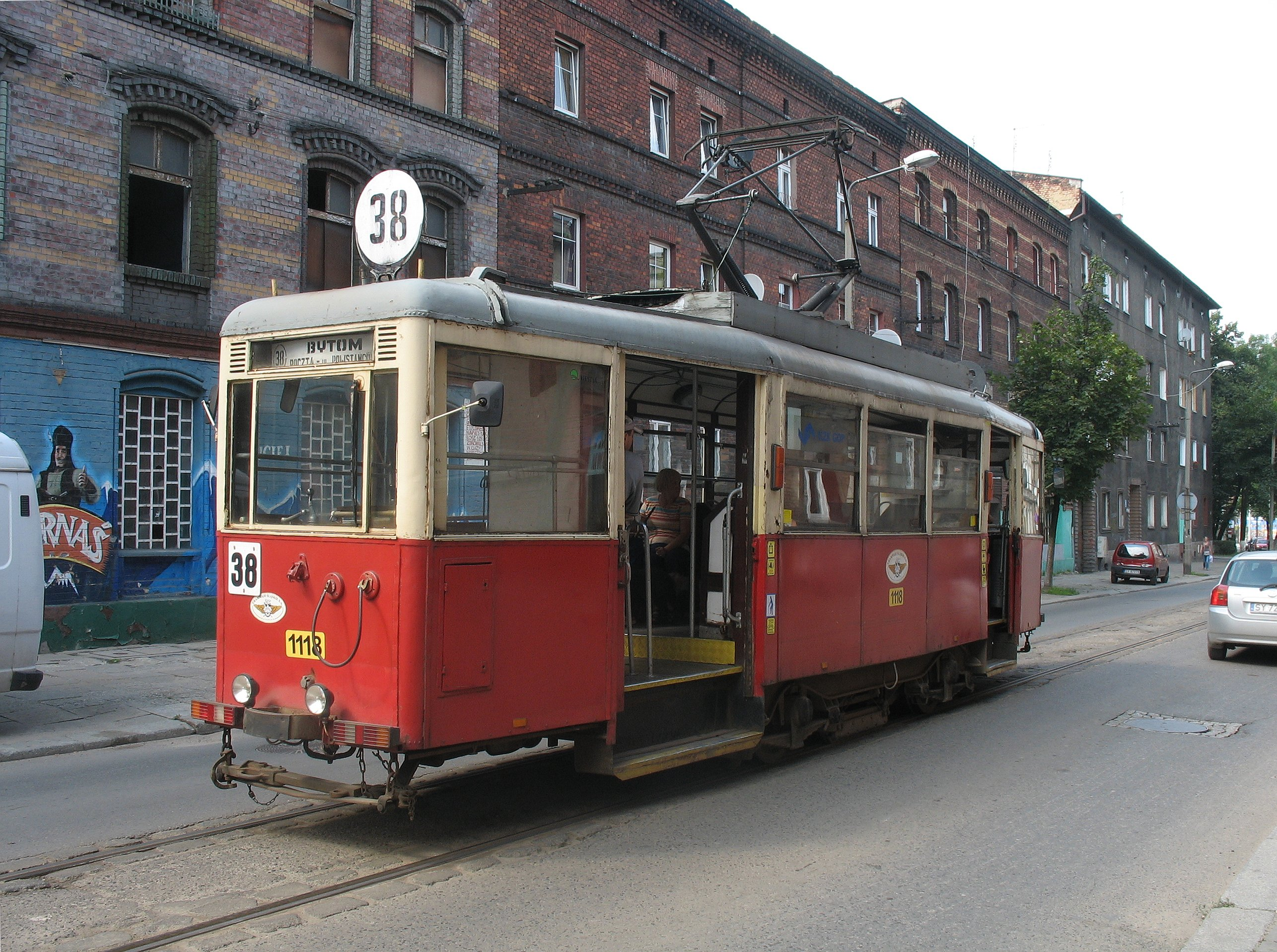
Konstal N
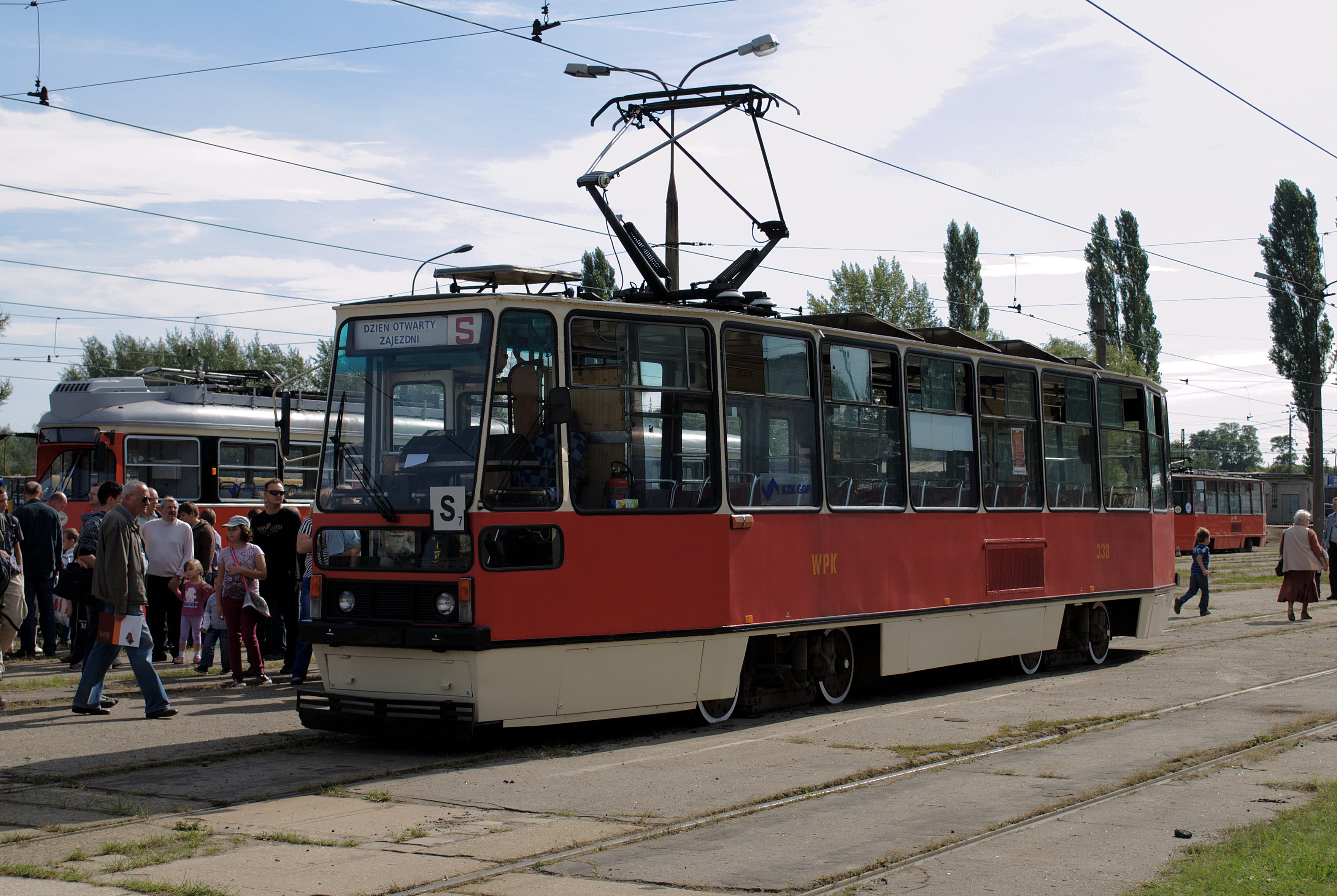
Konstal 105N
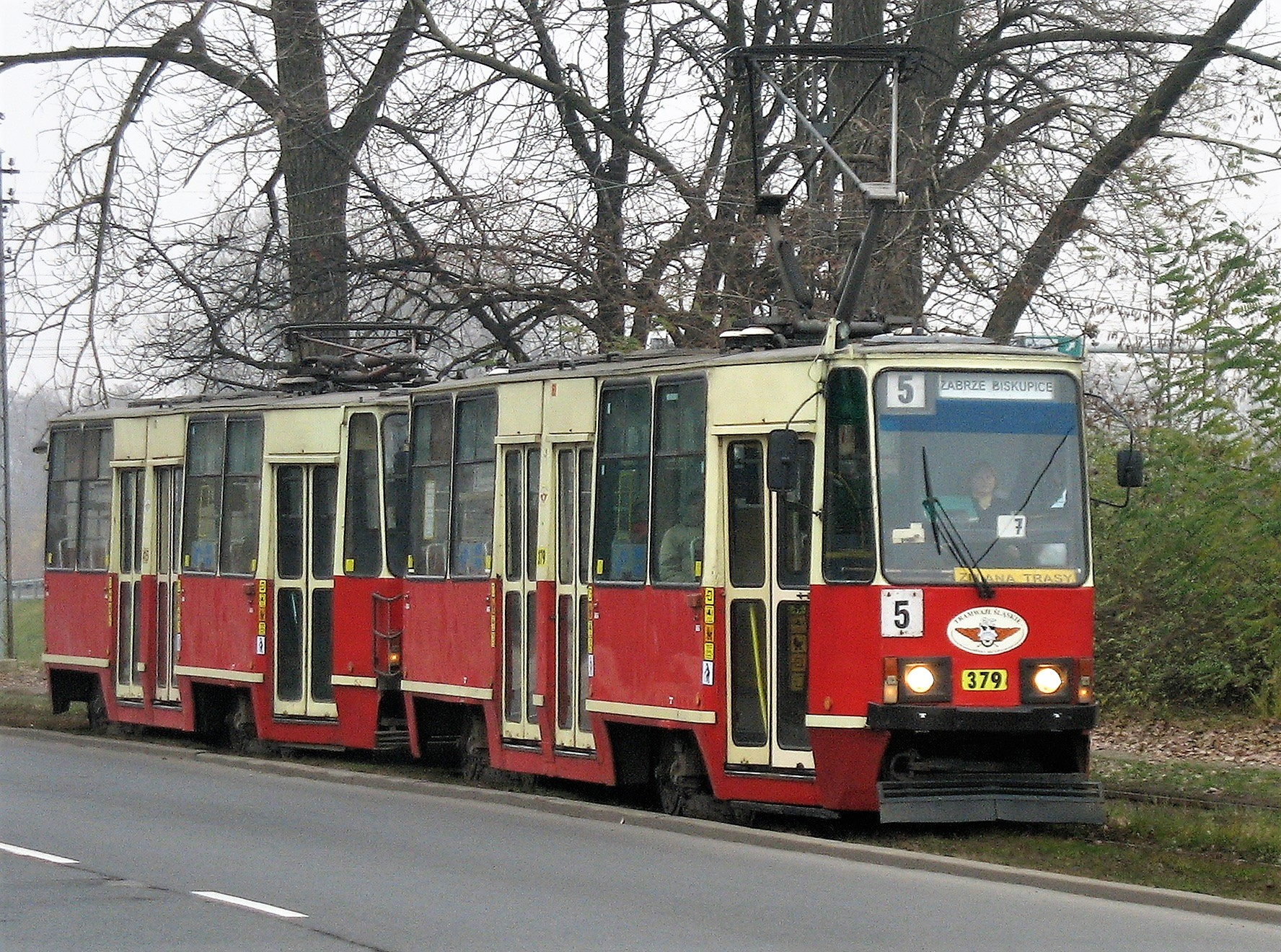
Konstal 105Na
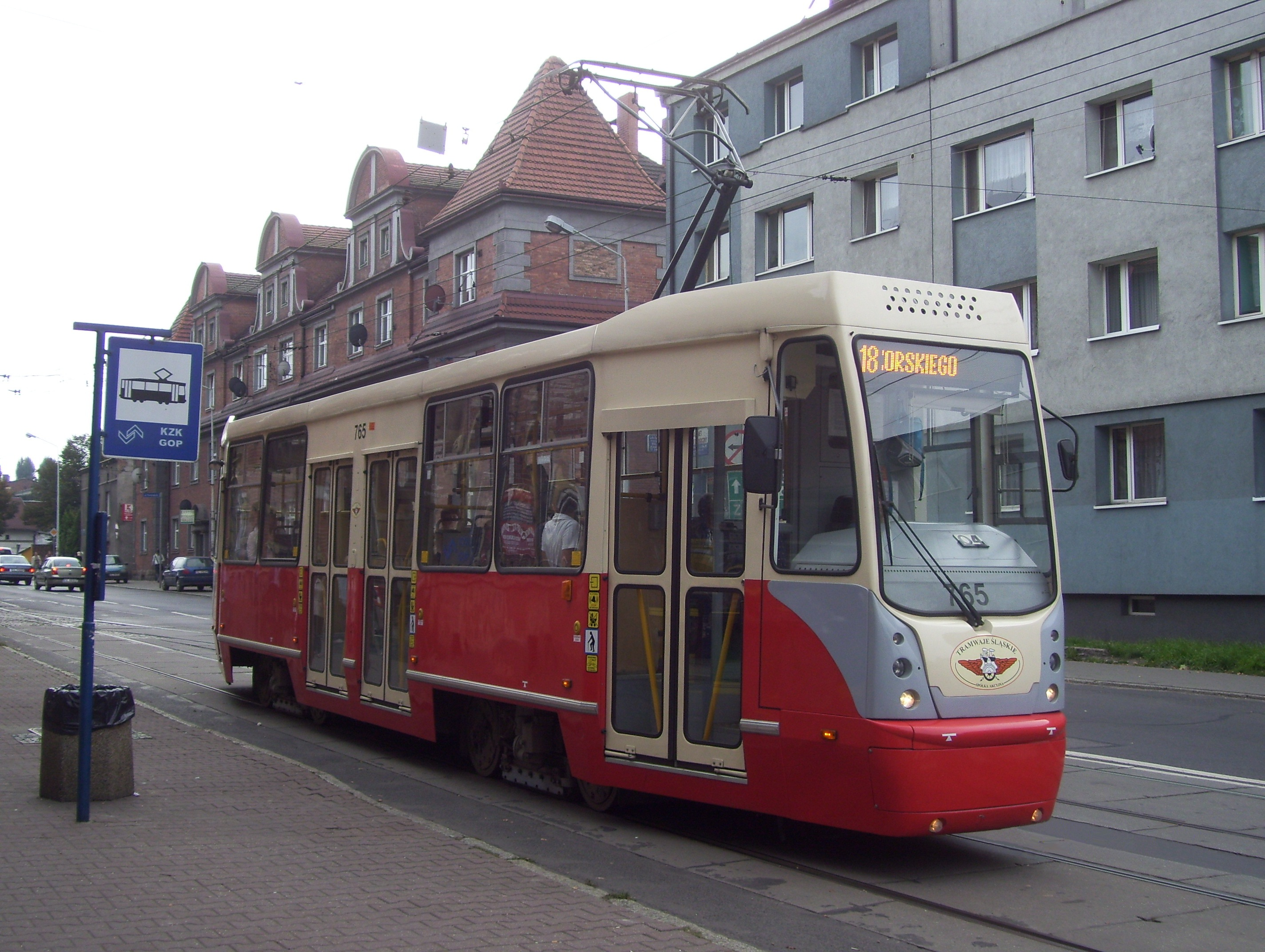
Konstal 105-2K
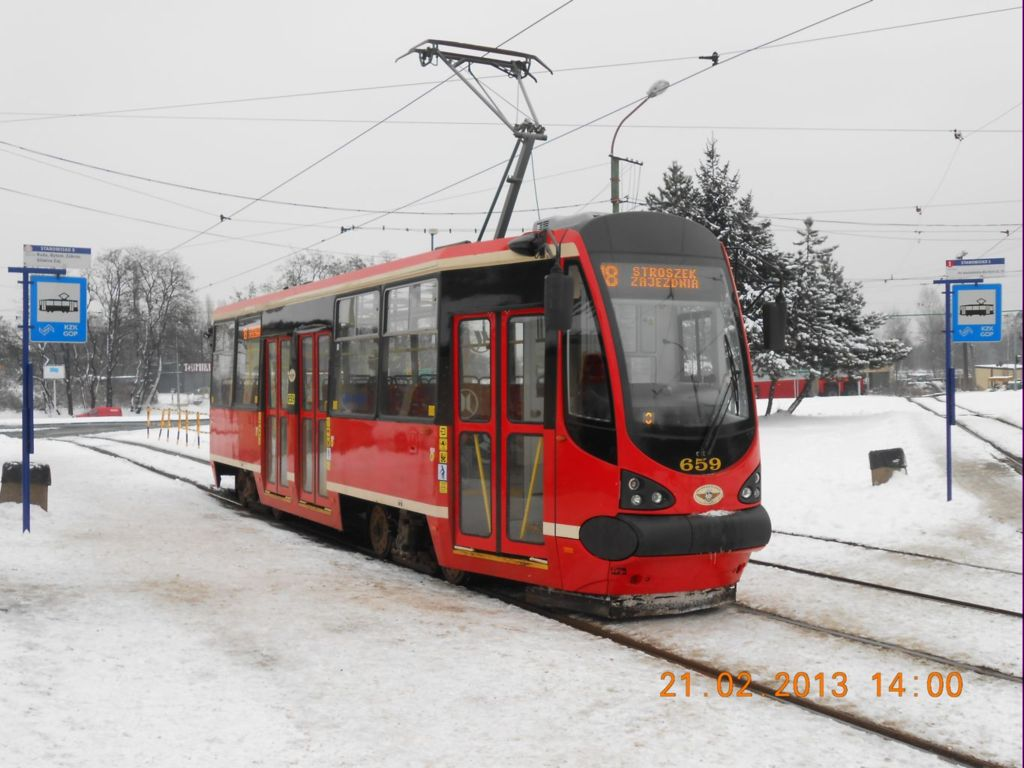
Konstal 105N HF 11 AC
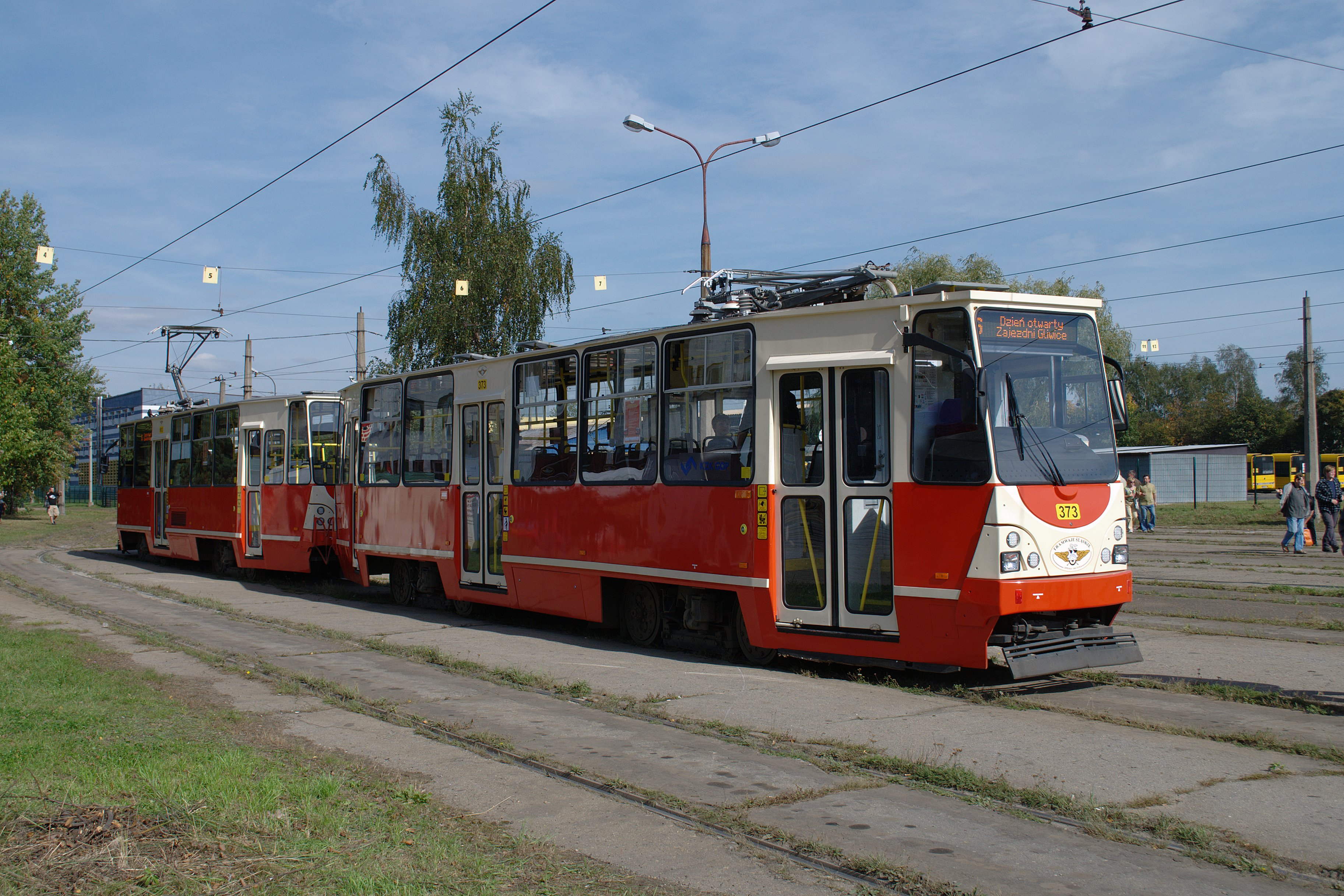
Konstal 111N
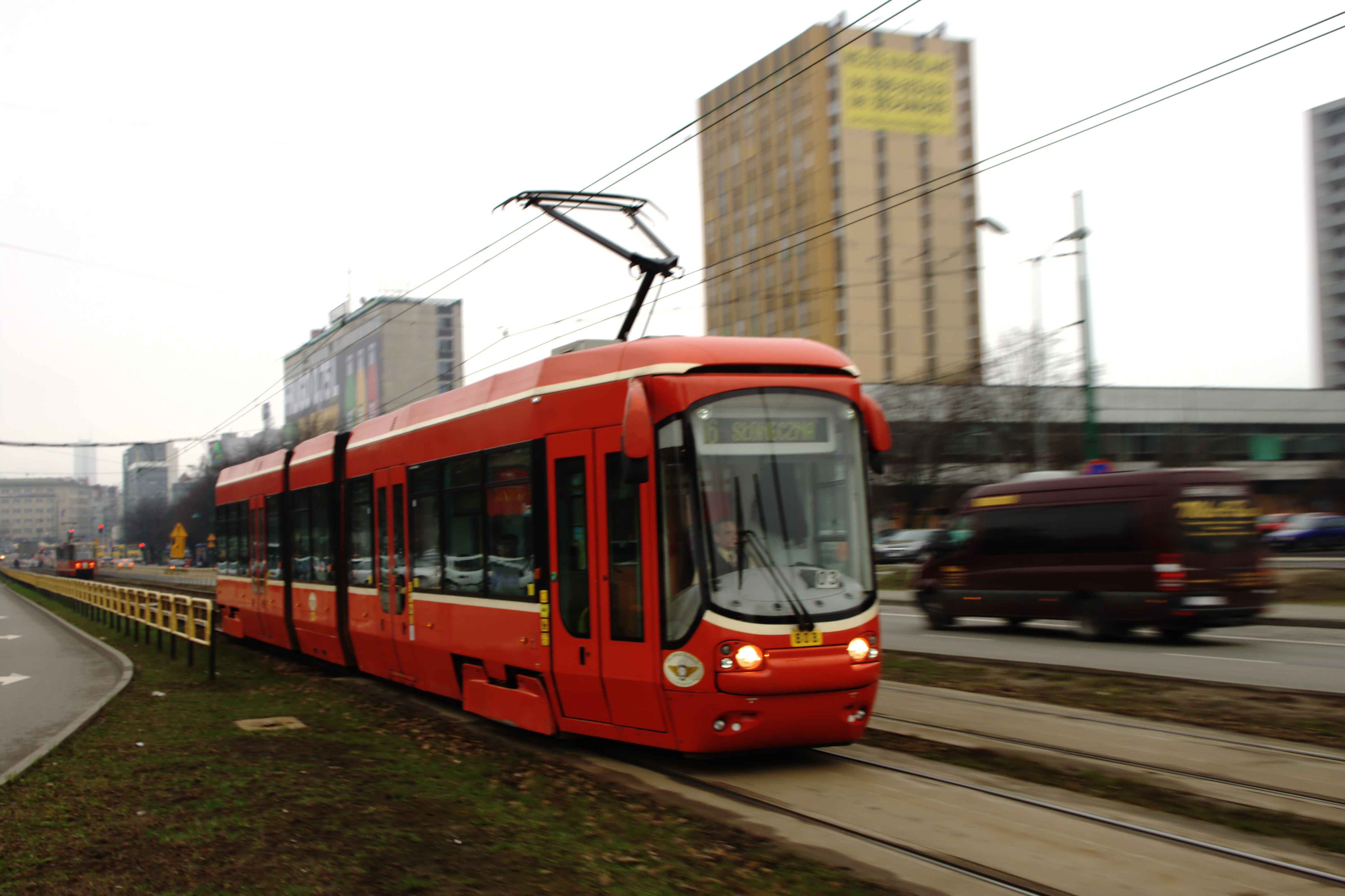
116Nd Citadis
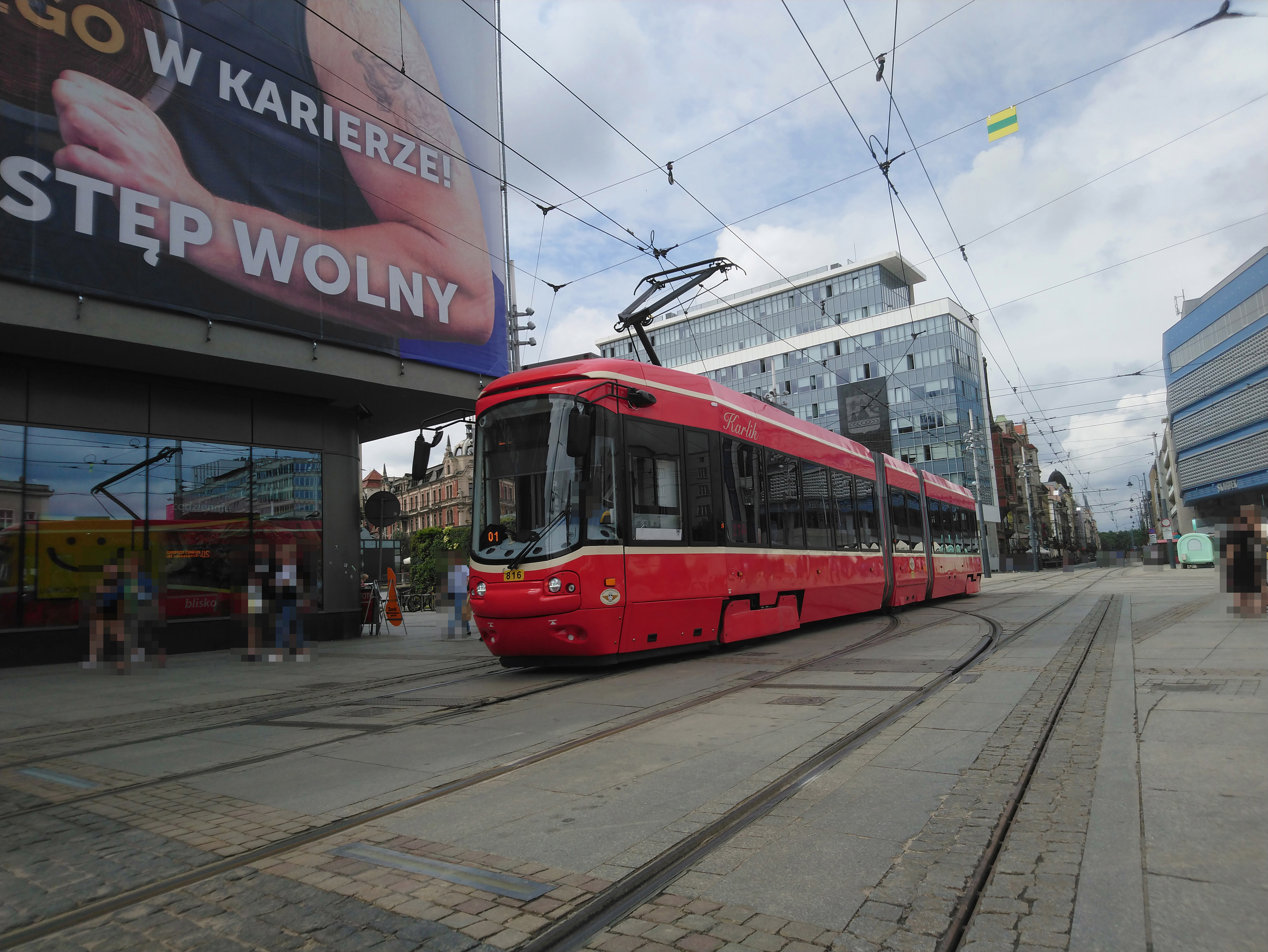
116Ndm Citadis
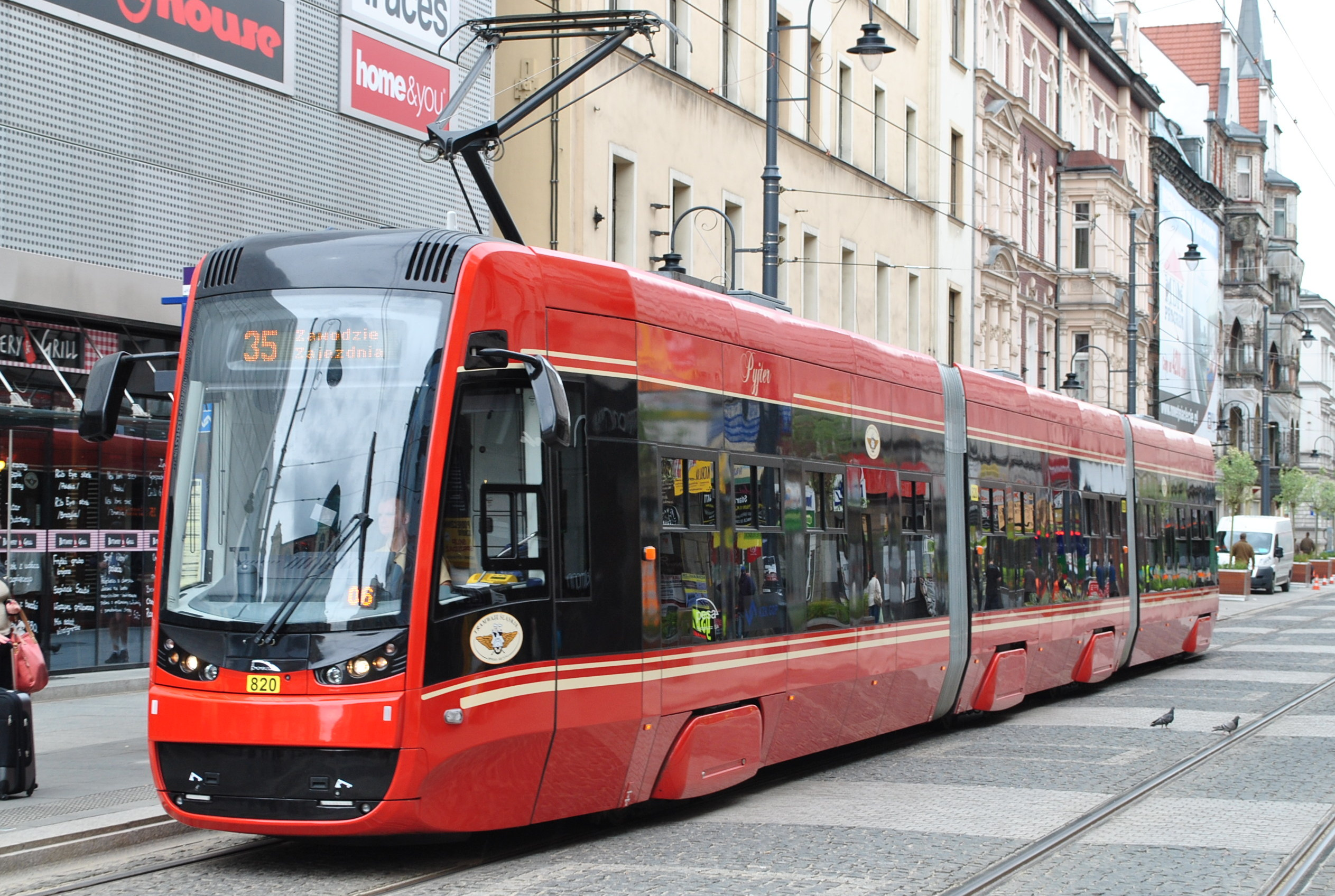
Pesa 2012N Twist
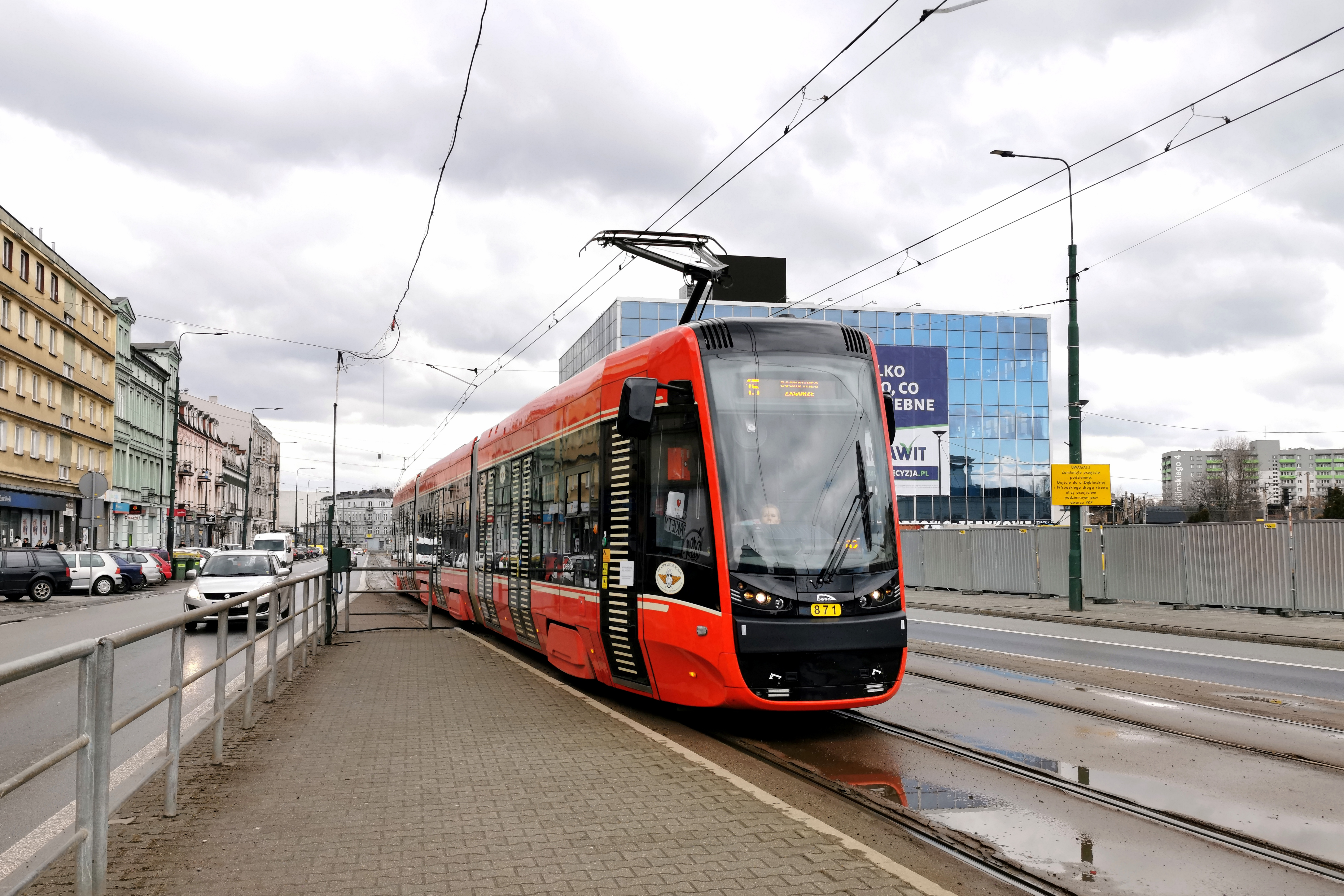
Pesa 2012N-10 Twist
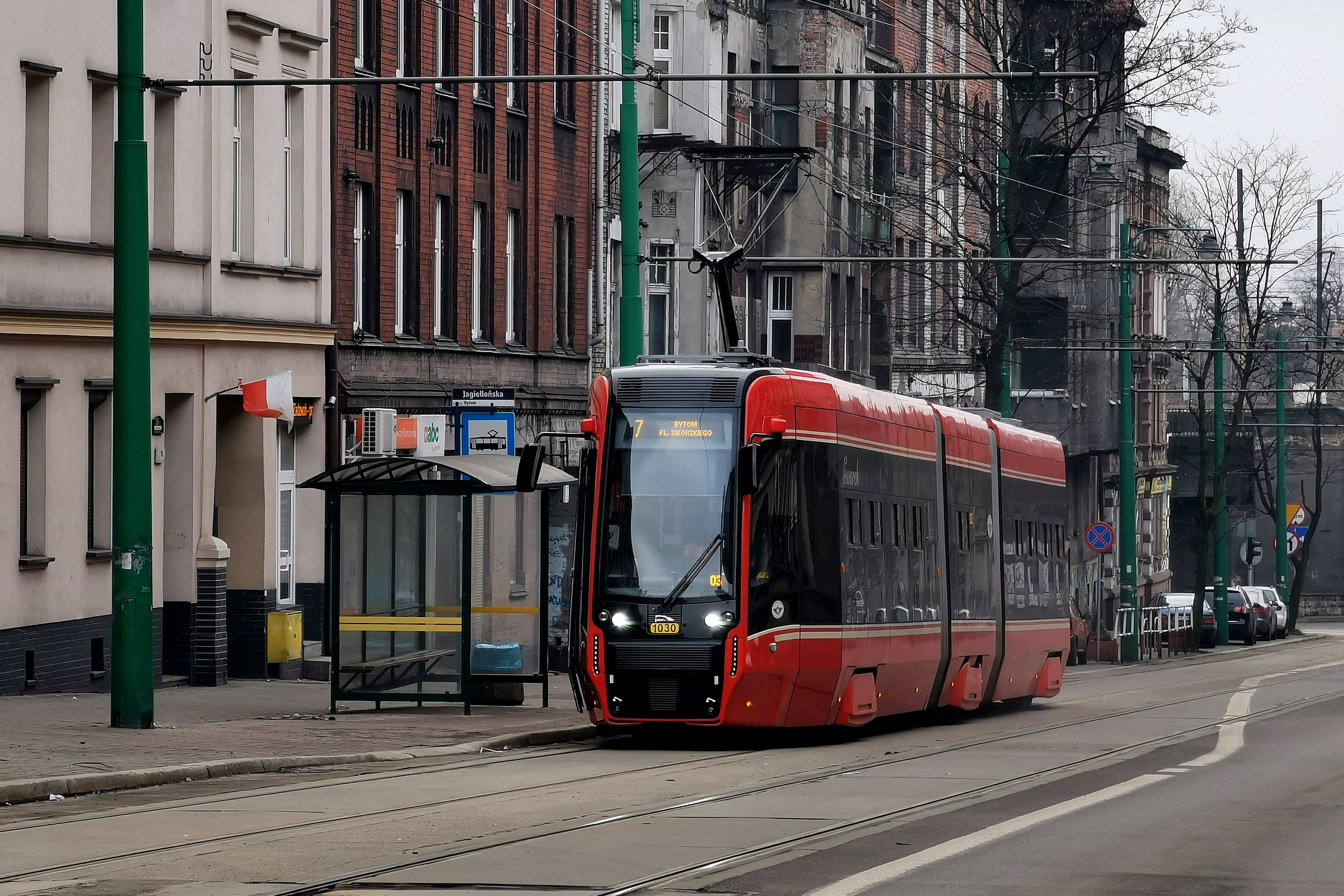
Pesa 2017N Twist
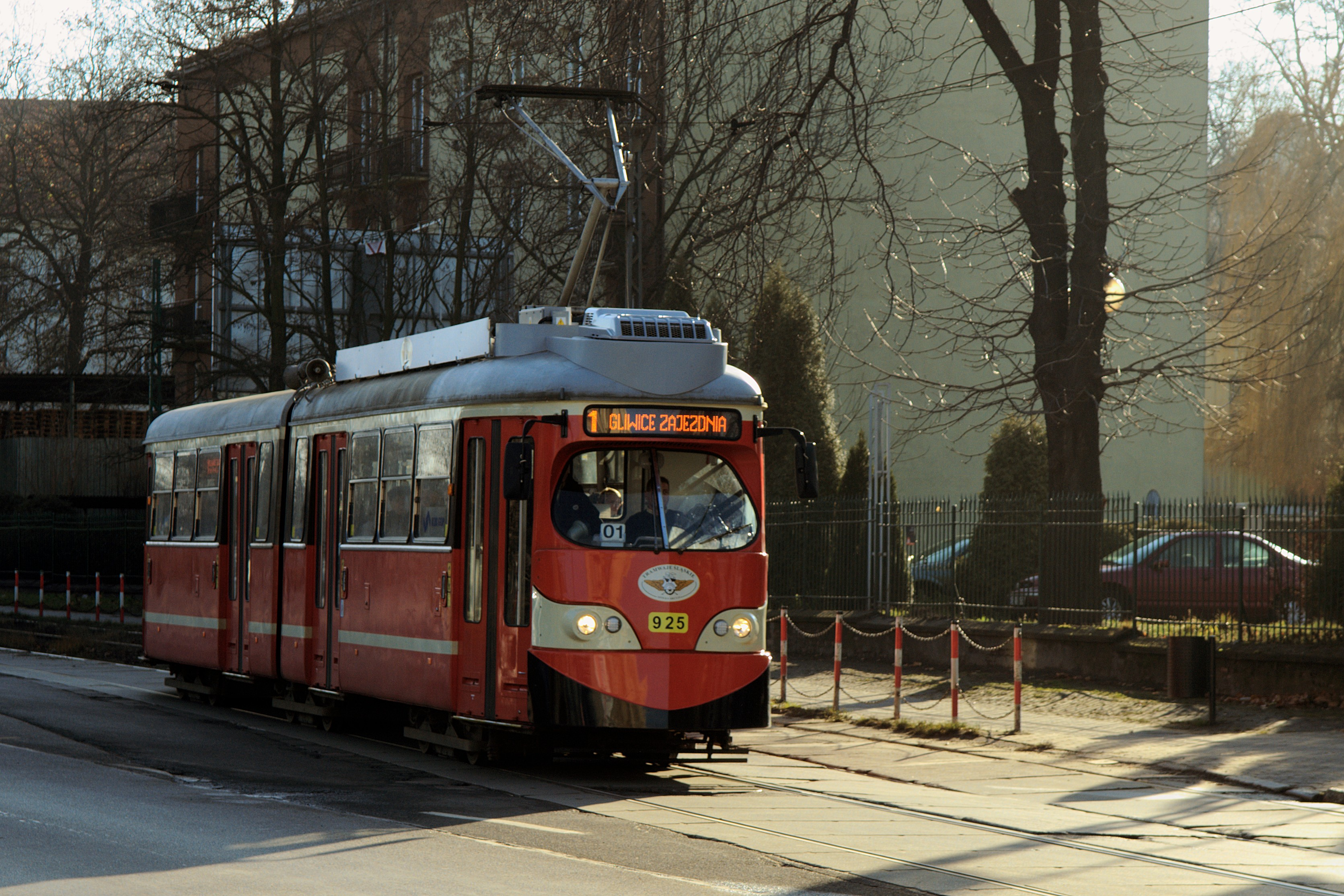
SGP/Lohner E1
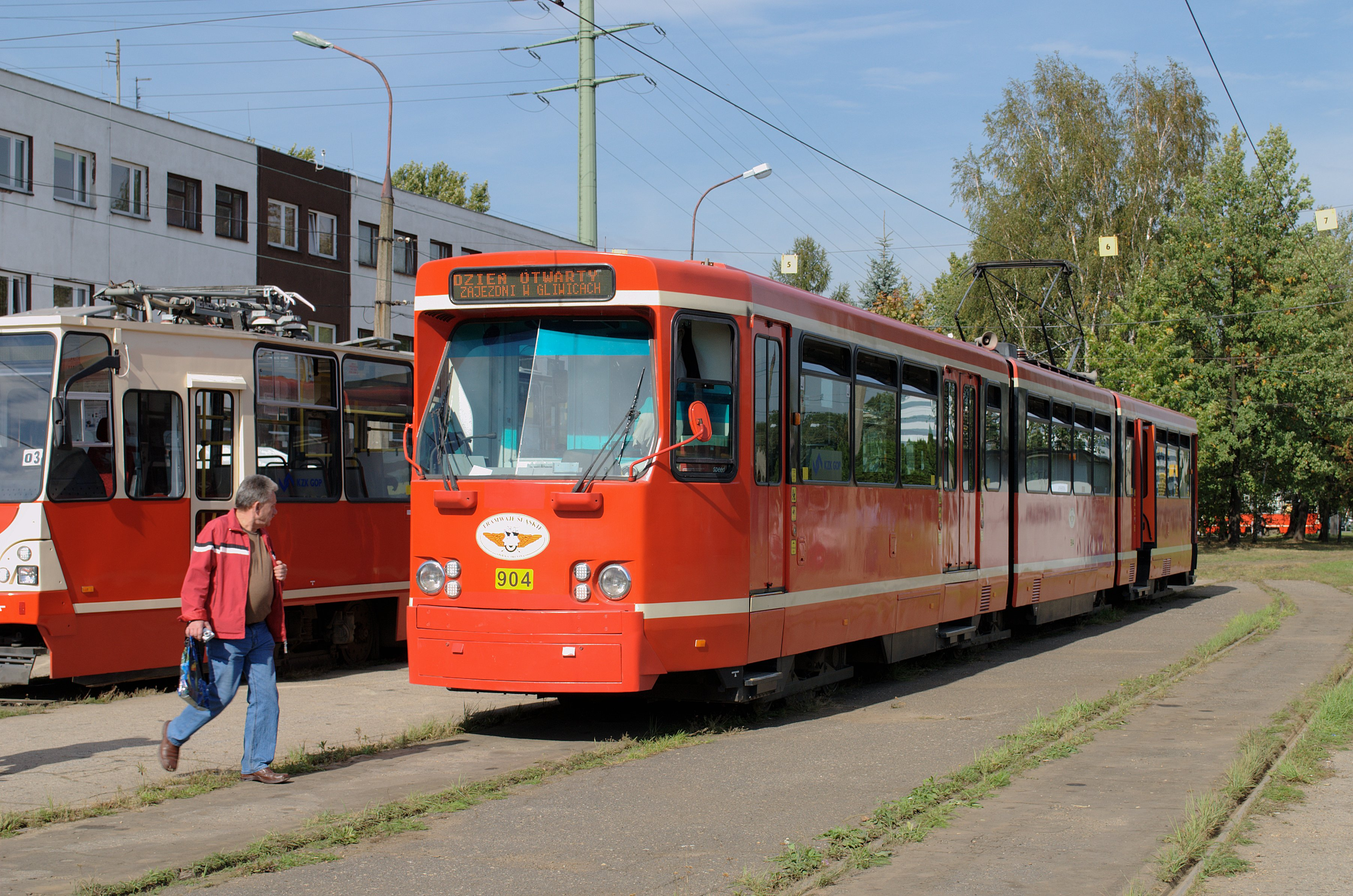
Düwag Pt8
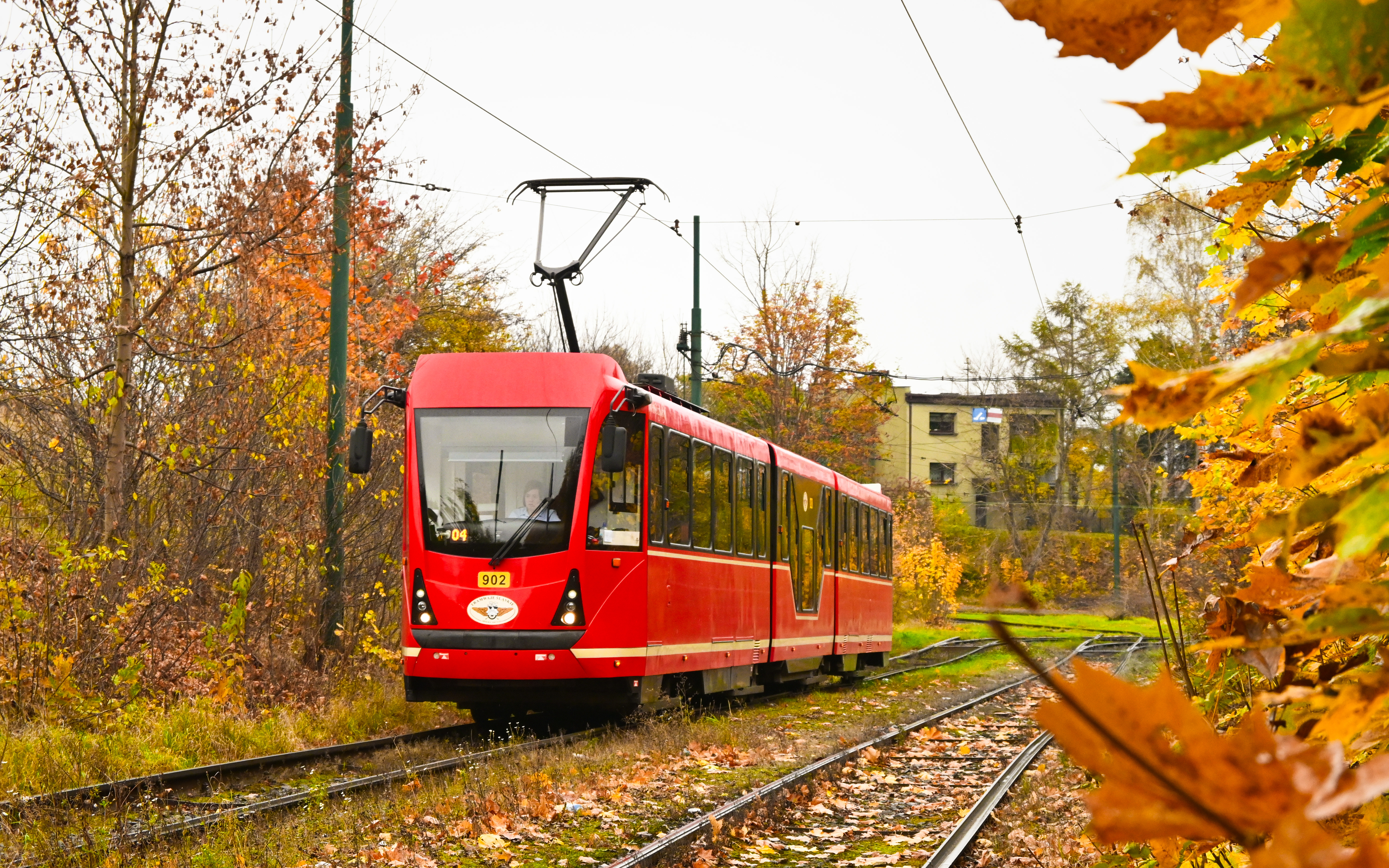
Düwag Ptm
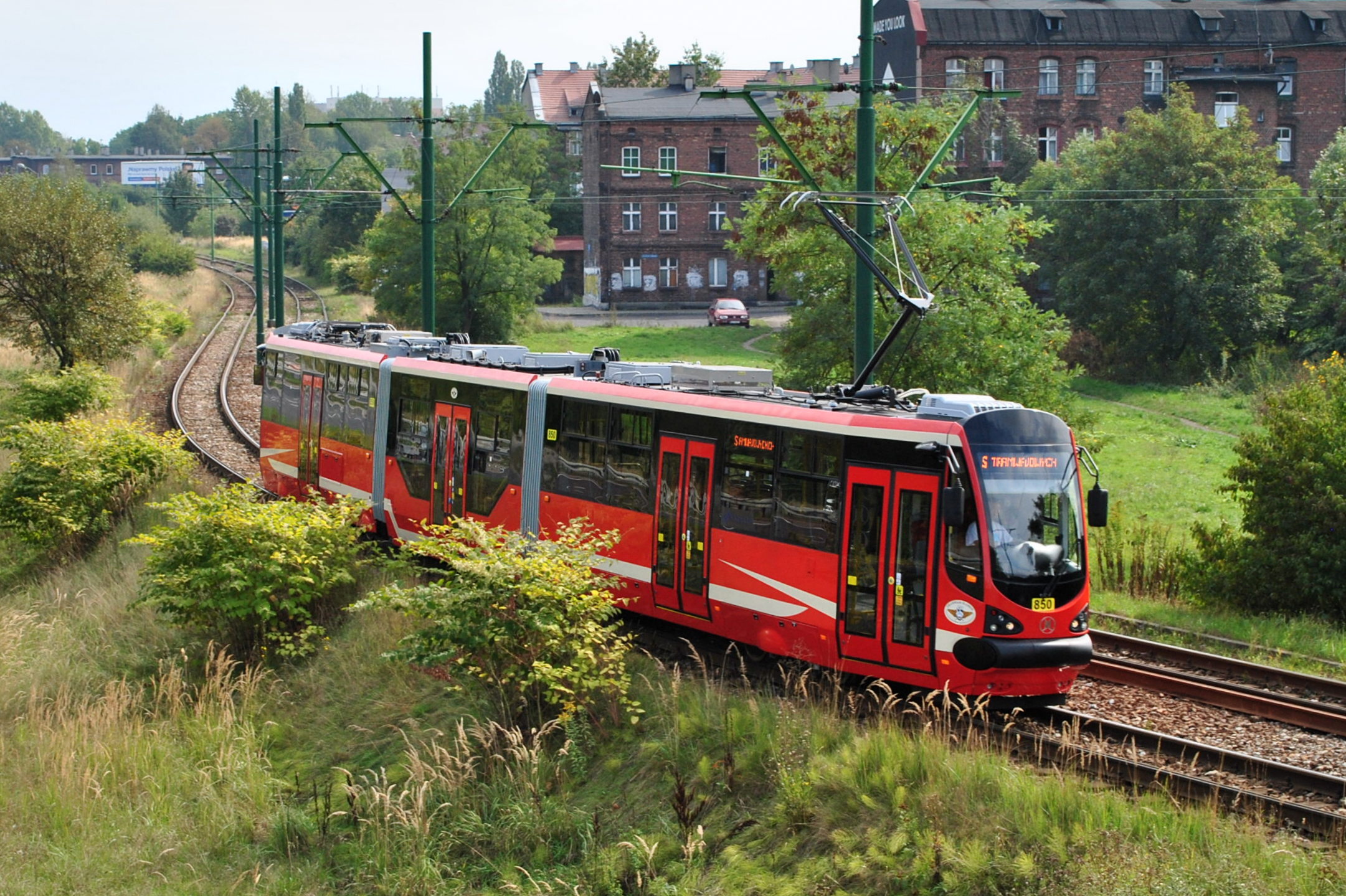
MF 16 AC BD Beta
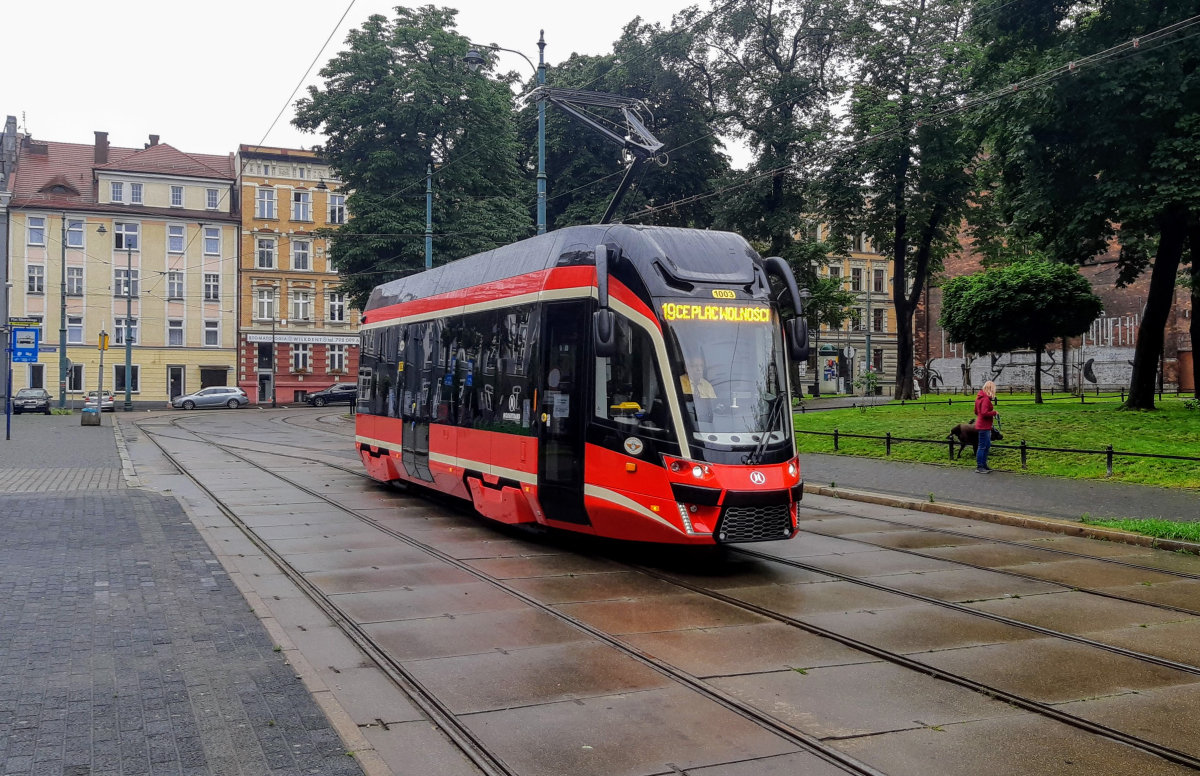
MF 10 AC Beta
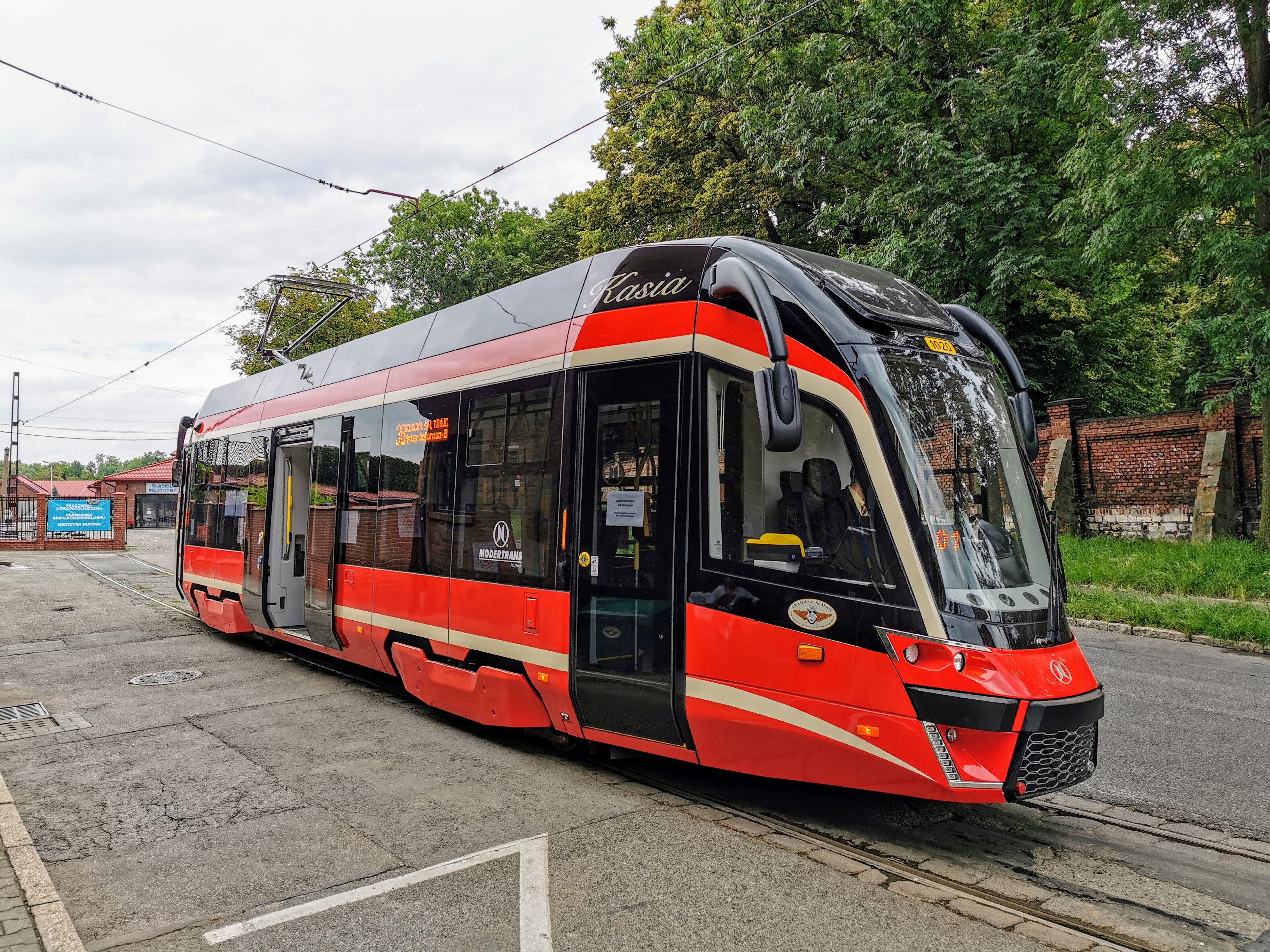
MF 11 AC BD Beta

### Historyczny

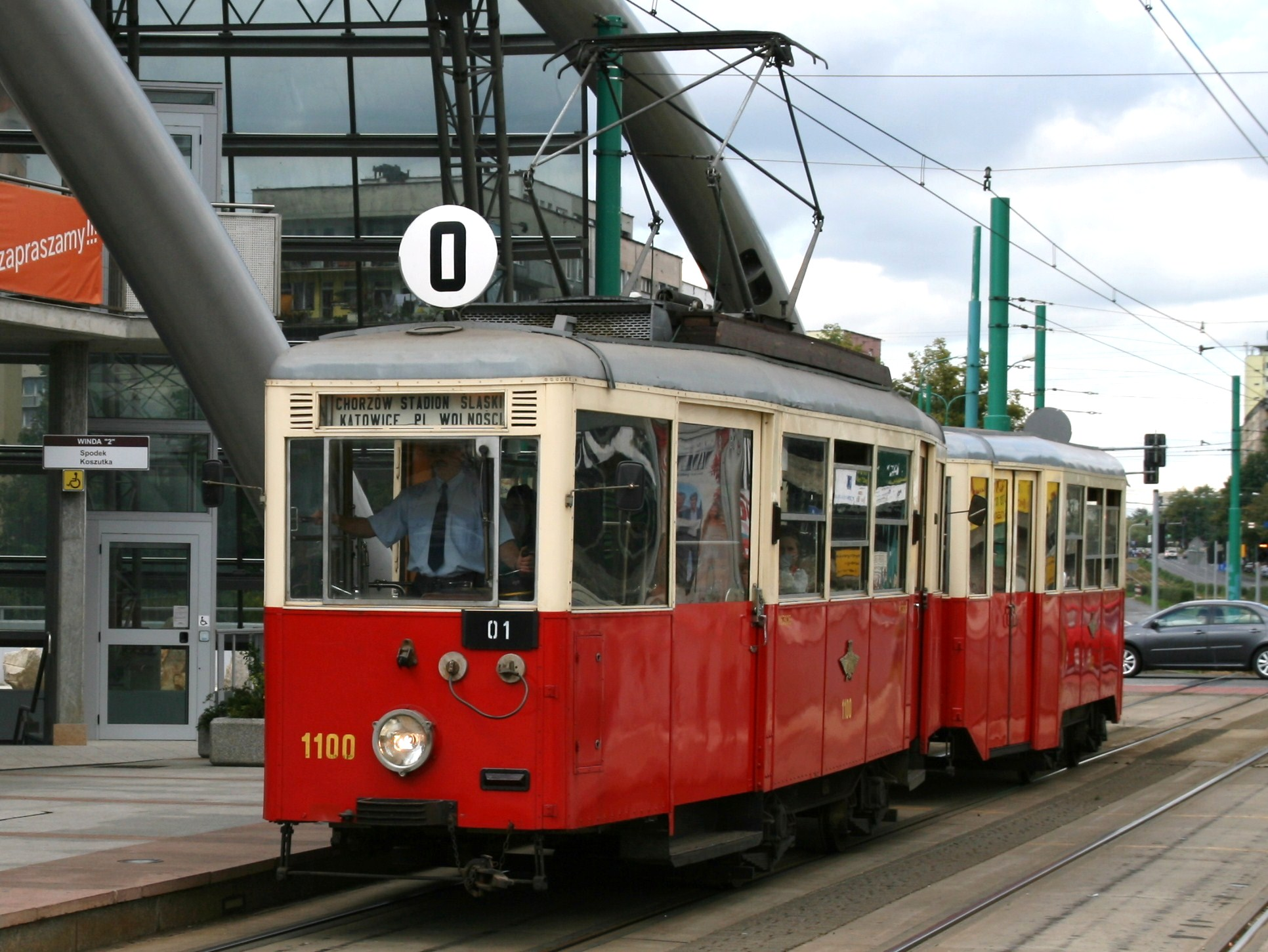
N nr 1100 z doczepą 4ND1 nr 1263

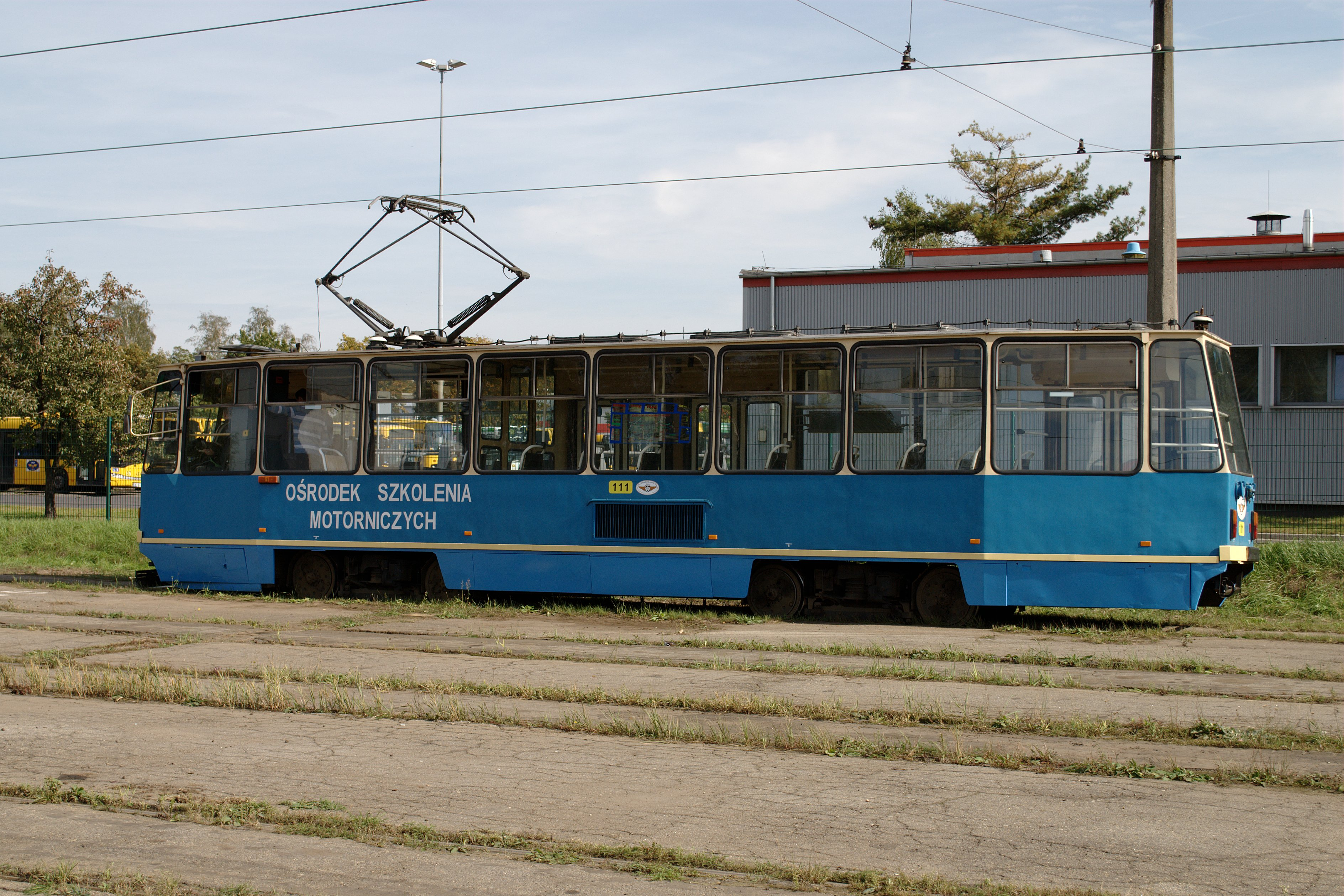
Szkoleniowy Konstal 105Na

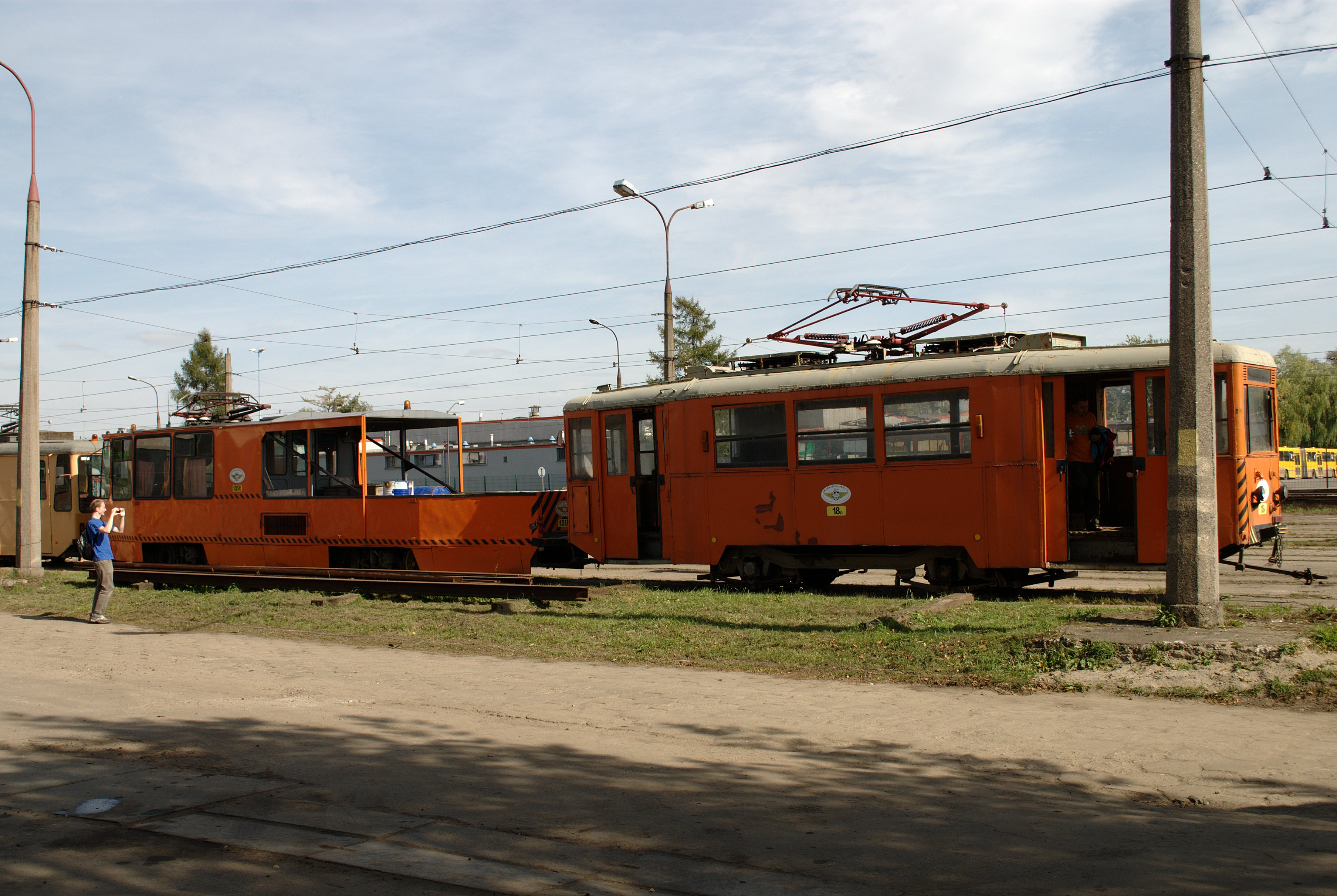
Tramwaje robocze

| Seria | Nr   | Rok produkcji | Producent | Status    | Uwagi                                                                                             | Źródło          |
| ----- | ---- | ------------- | --------- | --------- | ------------------------------------------------------------------------------------------------- | --------------- |
| N     | 1100 | 1953          | Konstal   | czynny    |                                                                                                   | [ 156 ] [ 157 ] |
| 4N    | 1167 | 1957          | Konstal   | czynny    | przystosowany do ruchu liniowego, tj. kasowniki ŚKUP; zmodernizowany: dwie lampy, hamulec szynowy | [ 156 ] [ 157 ] |
| 4ND1  | 1263 | 1959          | Konstal   | czynny    |                                                                                                   | [ 156 ] [ 157 ] |
| 13N   | 308  | 1967          | Konstal   | czynny    | przystosowany do ruchu liniowego, tj. kasowniki ŚKUP                                              | [ 158 ] [ 157 ] |
| 102N  | 8    | 1970          | Konstal   | nieczynny | odstawiony                                                                                        | [ 156 ] [ 157 ] |
| 102Na | 183  | 1970          | Konstal   | czynny    | przystosowany do przetaczania wagonów                                                             | [ 159 ]         |
| 105N  | 338  | 1975          | Konstal   | czynny    | przystosowany do ruchu liniowego, tj. kasowniki ŚKUP                                              | [ 42 ]          |
| 105N  | 546  | 1978          | Konstal   | czynny    | wcześniej jako nauka jazdy                                                                        | [ 160 ]         |

### Szkoleniowy
| Seria  | Nr             | Producent | Liczba | Źródło          |
| ------ | -------------- | --------- | ------ | --------------- |
| 105Na  | 111, 112, 257L | Konstal   | 3      | [ 156 ] [ 161 ] |
| 105NaD | 258L           | Konstal   | 1      | [ 161 ]         |

### Roboczy
Tramwaje Śląskie dysponują kilkudziesięcioma tramwajami roboczymi i kilkunastoma lorkami. Pojazdy robocze wykorzystywane są do przewozu pracowników zaplecza, do transportu urządzeń i materiałów, ciągnięcia lorek transportowych, holowania zdefektowanych wagonów i odśnieżania. Lorki wykorzystywane są do transportu urządzeń i materiałów oraz odśnieżania. Przewoźnik dysponuje również jedną podbijarką torową.

## Liczba pasażerów
Od zakończenia II wojny światowej liczba pasażerów tramwajów w konurbacji górnośląskiej systematycznie rosła aż do drugiej połowy lat 50., kiedy to ustabilizowała się w okolicach 300 mln pasażerów rocznie. W 1983 liczba pasażerów osiągnęła rekordową wartość – 353 mln, od tego czasu liczba pasażerów systematycznie spada.